# Geschichte Maltas

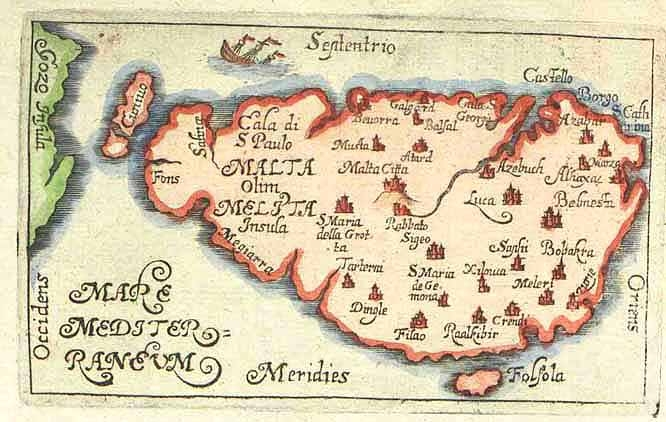
Malta, Filfla, Comino und Cominotto auf einer Karte des 17. Jahrhunderts. Aus dem um 1650 von Gabriel Bucelinus in Ulm verlegten Buch Historiae universalis cum sacrae, tum profanae nucleus…

Die Geschichte Maltas umfasst die Entwicklungen auf dem Gebiet der Republik Malta von der Urgeschichte bis zur Gegenwart. Sie begann mit der menschlichen Besiedlung Anfang der Jungsteinzeit. Eine erste kulturelle Blüte entwickelte sich zwischen 3800 und 2500 v. Chr., anschließend blieben die maltesischen Inseln längere Zeit unbewohnt. In den vergangenen zweieinhalb Jahrtausenden waren sie Bestandteil verschiedener Reiche. Nach der Herrschaft der Punier, Römer und Araber stand Malta unter dem Einfluss europäischer Herrscherhäuser, bevor sich im Jahre 1530 der Johanniterorden dort niederließ, der nach seinem neuen Standort seither auch Malteserorden genannt wird. Seine lange Zeit vom Kampf gegen das Osmanische Reich geprägte Regentschaft beeinflusst das Inselleben bis heute und hat insbesondere das architektonische Bild der Inseln nachhaltig geprägt. Im Jahre 1798 wurde der maltesische Archipel von französischen Revolutionstruppen besetzt, die bereits zwei Jahre danach von britischen Truppen vertrieben wurden. Nach 164 Jahren britischer Kolonialherrschaft wurde Malta 1964 in die Unabhängigkeit entlassen und ist seit 1974 eine parlamentarische Republik. Malta trat 2004 der Europäischen Union bei und führte 2008 den Euro als Landeswährung ein.

## Frühzeit

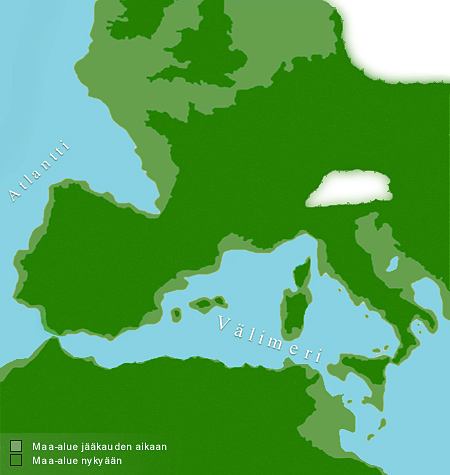
Die Küstenlinie während der letzten Eiszeit

Die möglicherweise ältesten auf Malta gefundenen menschlichen Überreste sind drei 1917 und 1936 entdeckte Backenzähne, deren Zuordnung zum Neandertaler als unsicher gilt. Sie stammen aus Għar Dalam, der „Höhle der Finsternis“, in der auch Knochen, Stoßzähne und Zähne von Zwergelefanten und Flusspferden lagerten. Es wird angenommen, dass Malta unbesiedelt war, als der Archipel zwischen 12.000 und 7.000 v. Chr. aufgrund des Anstiegs des Meeresspiegels vom Festland getrennt wurde. Die früheste nachgewiesene Besiedelung der Insel durch Menschen geschah durch Jäger und Sammler Mitte des 7. Jahrtausends v. Chr.

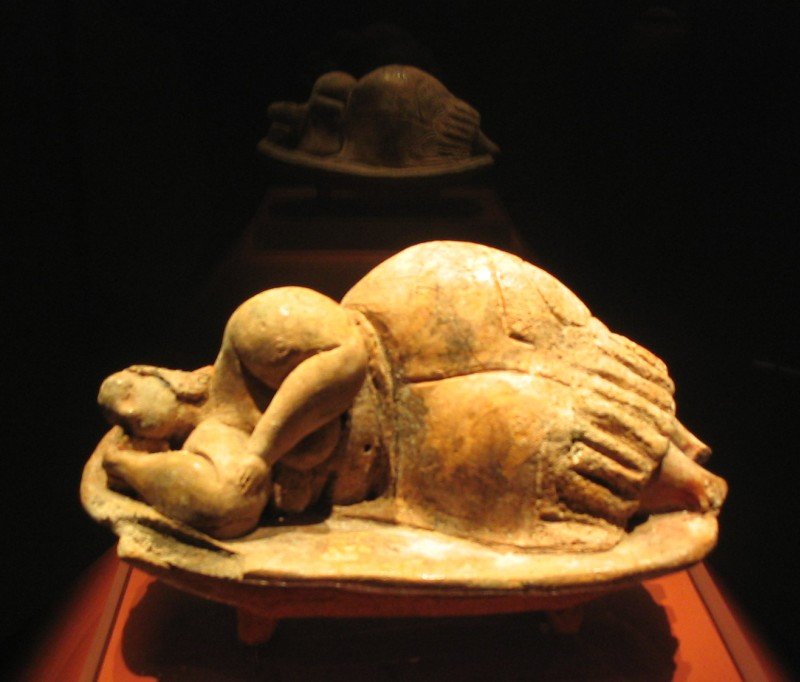
Die berühmte Sleeping Lady aus dem Hypogäum von Ħal-Saflieni

Die ersten neolithischen Siedler, die seit etwa 5200 v. Chr. nachgewiesen sind, dürften Angehörige der Stentinello-Kultur gewesen sein, eine Gruppe der Cardial- oder Impressokulturen. Sie waren Ackerbauern und brachten Haustiere, Töpferwaren, Steinwerkzeuge und Samen mit. Malta war zu dieser Zeit bewaldet und besaß fruchtbare Böden. Es gab jedoch keinen Feuerstein, der für die Anfertigung von Werkzeugen notwendig war.

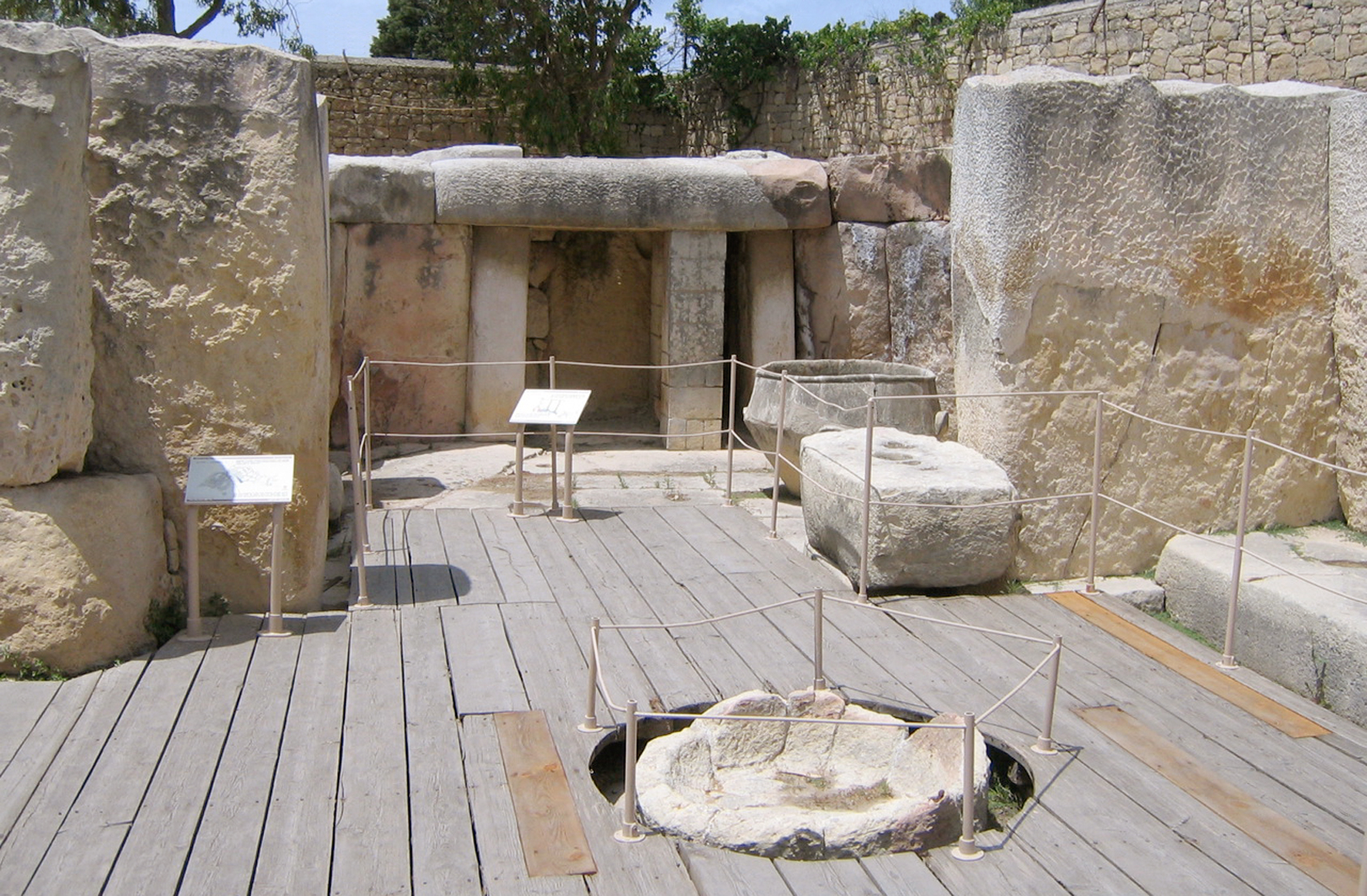
Ein Ausschnitt der Tempelanlage von Tarxien

Um das Jahr 3800 v. Chr. begannen die Menschen der maltesischen Megalithkultur Felsen auszuhöhlen und aus großen Steinblöcken Kultplätze zu errichten. Letztere waren überdacht, verputzt und in Ockerfarben getüncht. Alle Kultplätze weisen einen ähnlichen Grundriss auf: Durch ein Trilithtor führte zumeist ein Korridor durch zwei oder vier nierenförmige Raumbuchten zu einer Kopfnische. Die Gebäude besaßen einen öffentlich zugänglichen äußeren Bereich mit einer großen Exedra sowie einen inneren Bereich, zu dem wahrscheinlich nur der Priesterschaft Zutritt gewährt wurde. Geweiht waren manche Tempel, wie Statuen zu belegen scheinen, der Großen Mutter der Fruchtbarkeit. Die Malteser bauten Tempel, von denen noch 23 zumindest in Resten erhalten sind. Von keinem ist das Dach erhalten. Es ist ungeklärt, wozu die Häufung einer so großen Zahl von Heiligtümern diente, zumal davon auszugehen ist, dass höchstens 16.000 Menschen den Archipel bewohnten. Noch heute erkennbare Schleifspuren sind ein weiteres ungeklärtes Phänomen. Malta war während der Tempelphase isoliert. Dies geht aus der Tatsache hervor, dass bis zur Aufgabe seiner Siedlungen um das Jahr 2500 v. Chr. keine kupferzeitlichen Einflüsse nachgewiesen sind. Hypothesen, die den plötzlichen demografischen Niedergang Maltas erklären sollen, ziehen Dürren, Epidemien und Flutwellen ebenso in Betracht wie Missernten, die zum Verlassen des Archipels zwangen. Als gesichert gilt, dass es zu keinen kriegerischen Auseinandersetzungen gekommen war, da man aus dieser Zeit keinerlei Waffenfunde vorliegen.
Die Periodisierung der vorschriftlichen Kulturen erfolgt nach Fundstätten, die von zentraler Bedeutung sind.
Die frühzeitliche Entwicklung der maltesischen Besiedlung wird in Perioden und Phasen angegeben, deren exakte zeitliche Abgrenzung nicht eindeutig festgelegt werden kann. Zum Teil sehr unterschiedliche Angaben treten in der Fachliteratur zutage. Die Einteilung wird für die zeitliche Bestimmung der gefundenen Keramiken und Skulpturen verwendet.
| Periode               | Phase                 | Jahre v. Chr.  | Fundstücke                    |
| --------------------- | --------------------- | -------------- | ----------------------------- |
| Bronze- und Eisenzeit | Baħrija               | 0900–700       |                               |
| Bronze- und Eisenzeit | Borġ in-Nadur         | 1500–700       | Bronzezeitliches Dorf         |
| Bronze- und Eisenzeit | Nekropole von Tarxien | 2500–1500      |                               |
| Die Tempelperiode     | Tarxien               | 3300/3000–2500 | Tempel von Tarxien, Ħaġar Qim |
| Die Tempelperiode     | Saflieni              | 3300–3000      | Hypogäum von Ħal-Saflieni     |
| Die Tempelperiode     | Ġgantija              | 3600–3300/3000 | Ġgantija, Mnajdra             |
| Die Tempelperiode     | Mġarr                 | 3800–3600      |                               |
| Die Tempelperiode     | Żebbuġ                | 4100–3800      | Brochtorff Circle             |
| Neolithikum           | Rote Skorba           | 4400–4100      |                               |
| Neolithikum           | Graue Skorba          | 4500–4400      |                               |
| Neolithikum           | Għar Dalam            | 5000–4500      |                               |

- Die Għar-Dalam-Phase beginnt mit den ersten nachweisbaren Spuren menschlicher Besiedlung und dauert bis etwa 4500 v. Chr. Sie ist nach Għar Dalam, einer gut 200 Meter langen Karsthöhle im Südosten der Insel Malta benannt. Dort wurden neben menschlichen Spuren auch tausende Tierknochen gefunden, unter anderem von Zwergelefanten und Flusspferden. Aus dieser Zeit gibt es nur Höhlenfunde, und die Artefakte sind deutlich durch die Stentinello-Kultur beeinflusst.

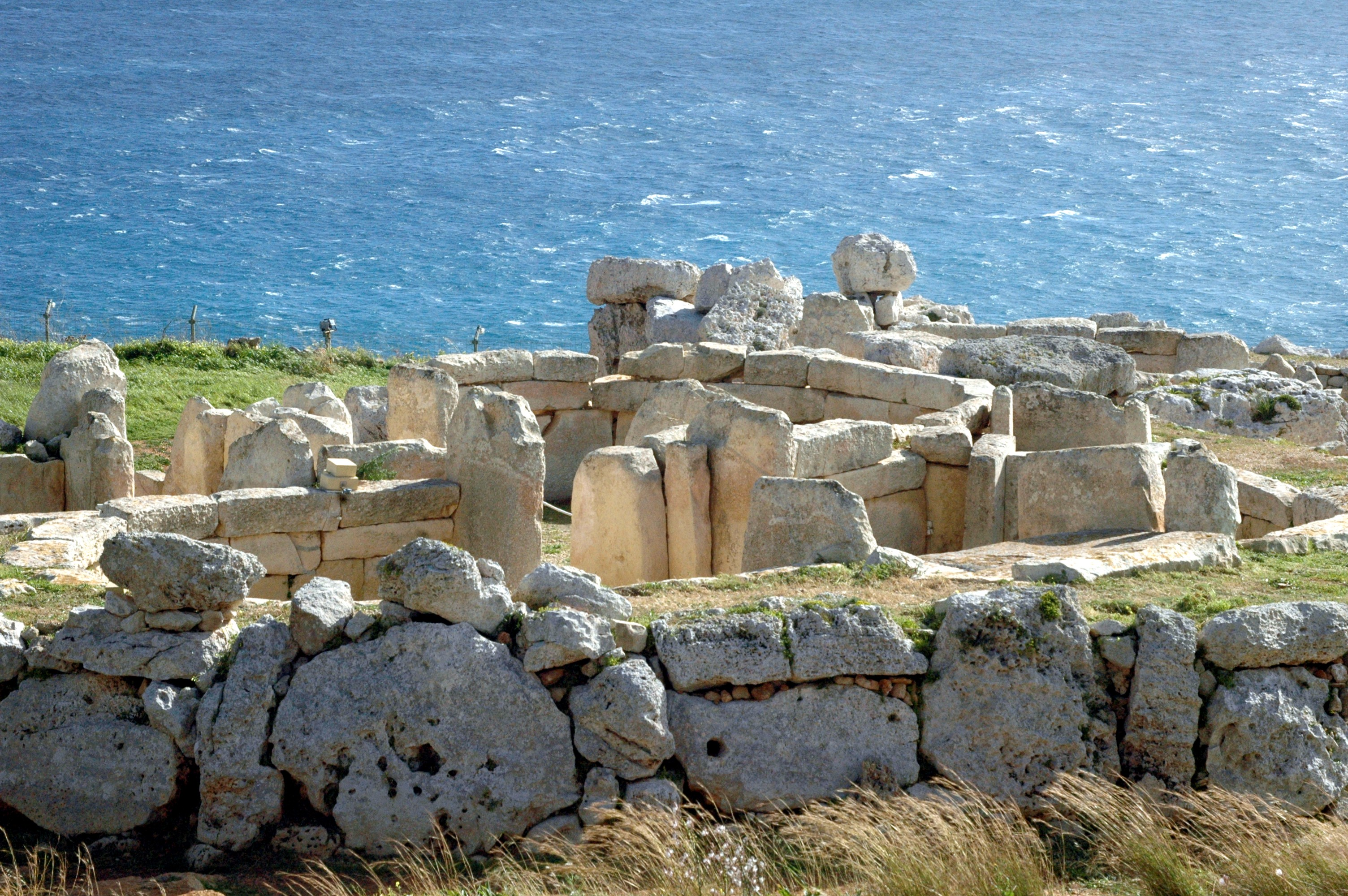
Der Tempel von Mnajdra

- Die Skorba-Phase ist nach einem Fundort in der Kleinstadt Żebbiegħ benannt. Dort wurden Überreste eines Megalithtempels gefunden. Die, die der englische Archäologe David H. Trump von 1960 bis 1963 vornahm, förderten Siedlungsspuren von 5200 bis zum 3. Jahrtausend v. Chr. zutage. Die Skorba-Phase wird in eine frühe Phase mit überwiegend grauer Keramik und eine späte Phase mit roter Keramik unterteilt. Zu Beginn der Skorba-Phase wurden noch Hausbestattungen durchgeführt, an ihrem Ende kam es zur Trennung von Wohnanlagen und Begräbnisstätten. Die Menschen begannen unterirdische Grabkammern anzulegen.
- Die Żebbuġ-Phase ist nach dem Ort Żebbuġ benannt, bei dem primitive Grabkammern gefunden wurden, aber auch erste einzellige Tempel. Möglicherweise fand am Beginn dieser Phase von Sardinien her eine Neubesiedelung Maltas statt.
- Die Mġarr- oder frühe Ġgantija-Phase ist nach den Gräbern in Mġarr benannt, weitere wurden in Höhlen nahe der Küstenstadt Xemxija gefunden. Diese Gräber waren deutlich weiter entwickelt als jene der Żebbuġ-Phase. Einige hatten nierenförmige Ausbuchtungen, die unregelmäßig den Gegebenheiten der Höhle folgten. Diese Raumform wurde dann auch in frühen Tempeln, zum Beispiel in der Tempelanlage von Ta' Ħaġrat, umgesetzt. Spätere Tempel dieser Phase zeigten die typischen nierenförmigen Apsiden in kleeblattförmiger Dreiecksformation. Neben den Tempeln von Ġgantija und Ta' Ħaġrat werden auch Anlagen bei Skorba, Mnajdra und Tarxien dieser Phase zugeordnet. Mit ihr beginnt die eigentliche 1100 Jahre währende Megalithphase auf Malta.
- Die Saflieni-Phase ist nach dem Hypogäum von Ħal-Saflieni benannt, dessen Bau in dieser Zeit begonnen wurde. Es erschienen erste doppelnierenförmige, fünfapsige Tempel, beispielsweise bei Skorba, Ta' Ħaġrat und Tarxien. Darüber hinaus wurde die Tempelanlage von Ħaġar Qim errichtet. Als Stilelemente kamen Spiralverzierungen und Trilith-Altäre auf.
- In der Tarxien-Phase, benannt nach den Tempeln von Tarxien, entwickelten sich vier- und sechsapsige Muster für den Tempelbau. Der Zentraltempel von Tarxien wurde errichtet, die Anlage von Ġgantija vollendet, die Tempel von Ħaġar Qim und Mnajdra wurden fertiggestellt und das Hypogäum um die unteren Stockwerke erweitert. Am Ende der Tarxien-Phase bricht der Tempelbau abrupt ab.

## Bronzezeit
Die Bronzezeit auf Malta wird mit einer Neubesiedelung der Insel verbunden, bei der sich etwa 2500 v. Chr. eine Bevölkerung unbekannter Herkunft mit einer völlig anderen Kultur auf der unbewohnten Insel Malta niederließ.
Die neue Bevölkerung brachte die auf der Insel zuvor unbekannte Bronze mit und verbrannte ihre Toten. Die älteste Phase der maltesischen Bronzezeit wird durch den Friedhof von Tarxien markiert. Das einzige bisher bekannte Urnengräberfeld wurde inmitten der Tempelruinen angelegt. In einer mit Asche vermengten Erdschicht wurden Reihen offener Urnen mit Leichenbrand gefunden. Die Urnen enthielten oft kleinere Gefäße sowie verkohlte Samen und Pflanzenteile. Klumpen von Textilien dürften Bekleidungsreste sein. Kleine flache Perlen, die die Verstorbenen begleiteten, wurden in größeren Mengen gefunden ebenso wie bronzene Äxte und flache Dolchklingen. In der gleichen Schicht fand Themistocles Żammit eine Anzahl stark stilisierter anthropomorpher, zumeist sitzend dargestellter Terrakottafigurinen. Zwei von ihnen sind als weiblich erkennbar, während die anderen eine flache, mit geometrischen Ritzmustern bedeckte Scheibe als Körper haben. Es gibt keinen Hinweis auf die Wohnungen der in der „Tarxien-Cemetery-Phase“ lebenden Bevölkerung. Die einzigen Bauten, die mit ihnen in Zusammenhang gebracht werden können, sind Dolmen in verschiedenen Größen. Auf Maltesisch werden sie als l-imsaqqfa (mit einem Dach versehen) bezeichnet. Die Dolmen bestehen aus einem roh behauenen Deckstein, der auf zwei oder drei Seiten von Tragsteinen gestützt wird, die meist auf einer ihrer langen Schmalseiten stehen. Unter der Mitte ist der Felsuntergrund ausgearbeitet, so dass eine bis zu 60 cm tiefe Grube entstand. Die Dolmen dienten als Begräbnisstätte (für Brandgräber). Die nächsten Parallelen finden sich in Apulien und auf Sizilien.
Unsicherheit und Gefahr deuten sich offenbar 1000 Jahre später an, in der Borg-in-Nadur-Phase (ca. 1500–700 v. Chr.), die ihren Namen nach einem umwallten Platz in der Nähe von Marsaxlokk erhielt. Er bestand aus einer Gruppe ovaler Hütten, die auf einem dreieckigen Felsvorsprung lagen. Zwei Steilhänge bildeten den natürlichen Schutz, die dritte Seite wurde mittels einer massiven Mauer in Zyklopen-Technik gesichert. Andere Orte der Borg-in-Nadur-Phase lagen auf abgeflachten Hügeln (Fawwara und Wardija ta' San Gorg auf Malta und In-Nuffara auf Gozo). Zeittypisch sind seichte flaschenförmige Gruben mit senkrechten Wänden, deren Zweck unklar ist. Gruppen solcher Gruben wurden in Wardija ta' San Gorg, auf dem Felsvorsprung von Mtarfa, In-Nuffara und in Borg in-Nadur gefunden. In Ortsnähe findet sich eine Grubengruppe direkt an der Küste. Einige liegen sogar unter Wasser, was auf ein Absinken dieses Teiles der Insel in den letzten Jahrtausenden hindeutet. Unklar ist auch die Funktion von Becken (engl. Rock-cut Pans), die in möglichst ebene Aufschlüsse gepickt wurden, so in Mġarr ix-Xini.
Typisch für die Keramik dieser Zeit ist ein roter Überzug, der zum Abblättern neigt. Die Dekoration besteht aus tief eingeschnittenen Zickzacklinien, die oft mit einer weißen Masse inkrustriert sind. Charakteristische Formen sind ein zweihenkeliger Kelch auf hohem konischen Fuß und eine Schüssel mit axtförmigem Griff. In Borg in-Nadur fanden sich Hinweise darauf, dass Metall nicht nur benutzt, sondern auch bearbeitet wurde.
Der letzte Abschnitt der maltesischen Bronzezeit, die Bahrija-Phase (ca. 900–700 v. Chr.), umfasst wenig mehr als ein Jahrhundert. Sie brachte eine kleine Gruppe neuer Siedler, die wahrscheinlich aus Süditalien kam und den von Natur aus geschützten Felsvorsprung von Qlejgħa bei Baħrija besetzte. Obwohl dies bisher die einzige bekannte Siedlung der Einwanderer ist, wurde ihre Keramik auch an anderen Orten gefunden (Għar Dalam, Borġ in-Nadur, Tas-Silġ). Die Gefäßkeramik ist dunkelgrau bis schwarz mit schwarzem Überzug. Die Dekoration aus geometrischen Mustern wie Dreiecken, Zickzacklinien und Mäandern besteht aus Kerben, die einen rechteckigen Querschnitt aufweisen und meist mit einer weißen Masse inkrustriert wurden. Einige bemalte Tonscherben zeigen eine Verwandtschaft zur Schachtgräberkultur Kalabriens.

## Antike

### Phönizier und Karthager (ca. 800 – 217 v. Chr.)
Etwa um 800 v. Chr. (anderen Quellen zufolge bereits um 1100 v. Chr.) richteten die aus der Levante stammenden Phönizier einen Handelsstützpunkt auf dem Archipel ein. In phönizischen Quellen werden die größere Insel als M-L-T (wahrscheinlich malet ausgesprochen, was so viel wie Refugium oder Zuflucht bedeutet) und die kleinere Insel als G-L (wahrscheinlich gol, nach der Breite der phönizischen Handelsschiffe benannt) bezeichnet. Rasch kam es zur ethnischen Vermischung mit der einheimischen Bevölkerung, die die phönizischen Gebräuche übernahm. Dies wird daran ersichtlich, dass auf der Hauptinsel zwei Tempel für phönizische Gottheiten errichtet wurden: Über dem Grand Harbour, vermutlich auf dem Gebiet des heutigen Fort St. Angelo in Vittoriosa, entstand eine Weihestätte für Melkart (wörtlich: Weltenkönig) und an der Bucht von Marsaxlokk nahe Tas-Silġ eine für die Göttin Astarte. In jener Epoche war Malta wie alle phönizischen Stützpunkte autark. Es sind keine Berichte erhalten, mit welchen Gütern auf Malet und Gol gehandelt wurde. Es ist anzunehmen, dass Olivenöl ein wichtiges Produkt und Handelsgut darstellte. Zudem intensivierten die Phönizier wahrscheinlich das Webehandwerk und begannen Töpferwaren zu produzieren.

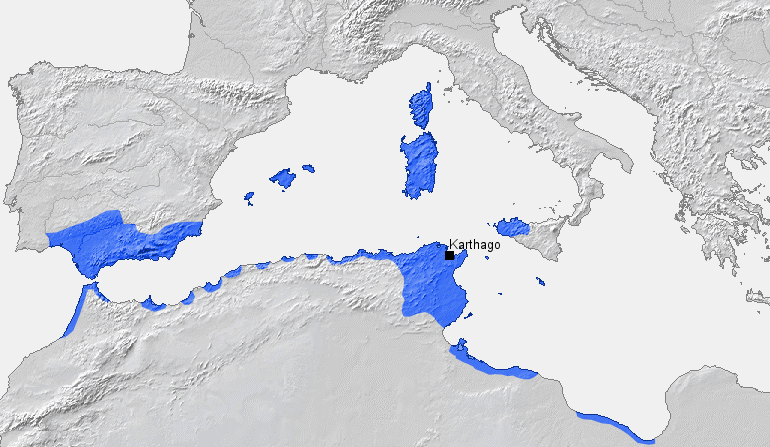
Der karthagische Machtbereich um 264 v. Chr.

Allmählich verloren die levantinischen Phönizier ihren Einfluss, und die von den Phöniziern abstammenden Karthager (Punier) aus Nordafrika begannen, ihren Einfluss auf den Inseln geltend zu machen. Es kam auf dem Archipel zur Übernahme neuer Götter; so findet sich in einer künstlichen Höhle an der Dwerja Bay auf Gozo das Symbol der karthagischen Fruchtbarkeitsgöttin Tanit. Obwohl Malta nun von Karthago abhängig war, unterhielt es intensive Beziehungen zu den griechischen Städten Süditaliens. Süditalienische schwarz glasierte und rotfigurige Töpferei ist während dieser Zeit allgemein verbreitet, und die Ausstattung der Gräber im 5. und 4. Jahrhundert v. Chr. entspricht fast jener in der Nekropole von Leptis. Unter der losen Kontrolle, die Karthago über Malta ausübte, blühte die Wirtschaft Maltas auf. Es wurde zu einem Knotenpunkt im karthagischen Handelssystem, an dem feine Leinenstoffe, Olivenöl und Honig umgeschlagen wurden. Als gesichert gilt, dass Ägypten ein Handelspartner Maltas war, da man in einem Grab in Għar Barka einen anthropomorphen Terrakottasarg und andernorts Skarabäenamulette fand, die typisch für das ägyptische Kunsthandwerk waren und in jene Zeit datiert werden. Zugleich dienten Werften dem Bau und der Reparatur karthagischer Schiffe. Die in einem größeren Umkreis bekannten Tempel lockten Pilger aus entfernten Regionen an. Die Punier versuchten Malta als Stützpunkt für die Abwehr der hellenischen Kolonisation Siziliens zu nutzen. Trotz der Spannungen ist durch Funde von altgriechischen Münzen, Inschriften und Keramiken nachgewiesen, dass außer Karthagern auch Griechen auf dem Archipel lebten. Im Jahr 392 v. Chr. gelang es den Einwohnern, eine Okkupation der Insel durch den griechischen Tyrannen Dionysios von Syrakus abzuwenden. Immer wieder kam es zu Überfällen von Seeräubern, die Einwohner verschleppten und versklavten.
Mit dem Aufstieg der Römischen Republik, die im westlichen Mittelmeer in Konkurrenz zu Karthago trat, veränderte sich die Funktion Maltas. Die Inseln dienten nun nicht mehr vorrangig der Abwehr griechischer Ansprüche, sondern als Stützpunkt im Kampf gegen die Römer. Im Ersten Punischen Krieg, der 264 v. Chr. begann, war die Inselgruppe eine wichtige Basis für karthagische Galeeren, und nach Ende des Konflikts (241 v. Chr.) verblieb sie, anders als Sizilien, zunächst noch in unmittelbarer Abhängigkeit Karthagos. Im Jahr 217 v. Chr. fiel Malta zu Beginn des Zweiten Punischen Krieges in römische Hand, und die Karthager vermochten nicht, es zurückzuerobern.

### Römisches Reich (217 v. Chr. – 395 n. Chr.)
Die Römer behandelten Malta zunächst wie alle eroberten Länder und setzten einen für zivile und militärische Angelegenheiten zuständigen Prokurator ein. Sie änderten die Namen der Inseln: Aus Malet wurde Melita, aus Gol Gaulus. Es ist davon auszugehen, dass sich Melita von Mel, dem lateinischen Wort für Honig, herleiten sollte, der damals in großen Mengen auf der Hauptinsel gewonnen wurde. Darüber hinaus ordneten die Römer neben dem Bau der Stadt Melita (dem heutigen Mdina) über einer älteren punischen Siedlung die Errichtung von Victoria auf Gozo an. Nach einigen Jahrzehnten änderte sich das Verhältnis zur Römischen Republik dahingehend, dass sie nun Malta vor allem als Verbündeten und nicht mehr als Besiegten ansah und der Bevölkerung zahlreiche Rechte einräumte. Dieser Wandel dürfte darin begründet sein, dass die Römer Maltas strategisch günstige Lage im Kampf gegen die Karthager erkannt hatten. Den Einwohnern wurde erlaubt, ihre Sprache sowie ihre eigenen Götter beizubehalten. Nach dem Ende des Dritten Punischen Krieges im Jahr 146 v. Chr. war Malta von römischen Provinzen umgeben, was eine langwährende militärische Sicherheit bewirkte. Auch die Überfälle von Seeräubern endeten.
Die Römer führten ein Bewässerungssystem ein und ermöglichten dadurch großflächigen Anbau. Die wichtigsten landwirtschaftlichen Erzeugnisse des Archipels in dieser Zeit waren Flachs, Wachs, Weizen, Olivenöl und Honig. Weitere Einnahmequellen waren die Reparatur und Versorgung römischer Schiffe. Um der steigenden Nachfrage nach diesen Dienstleistungen nachkommen zu können, wurden die Hafenanlagen ausgebaut und in Burmarrad und San Pawl il-Baħar auf Malta sowie in Xlendi und Marsalforn auf Gozo neue Häfen angelegt. Infolge des steigenden Wohlstands bildete sich eine Oberschicht, die sich nach römischem Vorbild in großzügigen Villen auf Comino niederließ. Im Jahr 45 v. Chr. übergab Gaius Iulius Caesar Malta seinen Veteranen und leitete so die langsame Romanisierung ein. Die alten phönizischen und karthagischen Götter wurden aus dem maltesischen Alltag verdrängt. Der Astarte geweihte Tempel an der Bucht von Marsaxlokk wurde für Juno übernommen und jener des Melkart für Herakles. Die Römer führten zudem neue Götter ein. So errichtete man Apollon einen Tempel in Melita und Proserpina ein Heiligtum in Mtarfa.
Im Jahr 59 n. Chr. erlitt – der Apostelgeschichte zufolge – Paulus von Tarsus vor Malta Schiffbruch, während er als Gefangener von Kreta nach Rom eskortiert werden sollte (siehe auch St. Paul’s Bay und St. Paul’s Island). Der Legende nach lebte er in einer unterirdischen Grotte, bekehrte die Malteser zum Christentum und setzte den ersten Bischof Maltas ein. Nach drei Monaten reiste er weiter ((Apg 28,1-11 )).
Im 2. Jahrhundert n. Chr. wurde die Insel unter Kaiser Hadrian zum Municipium mit innerer Selbstverwaltung erhoben und eine Rom verpflichtete Regierung eingesetzt. Unklar ist, ob Gozo ein eigenes Municipium darstellte oder dem Maltas angegliedert war. Das Christentum breitete sich stetig weiter aus, doch seine Anhänger waren wie überall im Römischen Reich zunächst gezwungen, ihre Religion im Verborgenen zu praktizieren, um Verfolgungen zu entgehen. Aus diesem Grund entstanden die weitläufigen Katakomben auf Malta, die als Begräbnisstätten wie auch als Gebetsräume dienten. In den Jahren 305 bis 311 flohen während der letzten großen Christenverfolgung zahlreiche sizilianische Christen nach Malta. Zwei Jahre später leitete Konstantin der Große die Konstantinische Wende ein, die für die Christen Glaubensfreiheit schuf.
Als das Römische Imperium im Jahr 395 nach dem Tod von Kaiser Theodosius I. zwischen dessen Söhnen geteilt wurde, fiel Malta an das Weströmische Reich, gehörte kirchlich jedoch zum Oströmischen, dem späteren Byzantinischen Reich.

### Germanen und Byzantiner (395 – 870 n. Chr.)
Das Weströmische Reich zerfiel im Zuge der Völkerwanderung binnen weniger Jahrzehnte. Aus den folgenden 385 Jahren sind nur wenige Malta betreffende Zeugnisse bekannt. Im Jahr 439 begannen die Vandalen unter König Geiserich Angriffe gegen das zurückweichende Reich, insbesondere gegen Sardinien, Süditalien und Sizilien. Es ist anzunehmen, dass auch Malta von diesen Vorstößen betroffen war, doch erst nach der Plünderung Roms im Jahre 455 fiel es an das Vandalenreich. 494 eroberten die Ostgoten unter Theoderich dem Großen den Archipel. Anfang der 530er Jahre begann Belisar, ein oströmischer Feldherr und General, früheren römischen Besitz in Nordafrika zurückzuerobern. Er landete 533 auf Malta und nahm die Inseln für den oströmischen Kaiser Justinian I. in Besitz.
Von der militärischen Umstrukturierung des Byzantinischen Reiches in so genannte Themen war auch die maltesische Inselgruppe betroffen; Aufzeichnungen vom Ende des 7. und Beginn des 8. Jahrhunderts nennen die Namen mehrerer Offiziere (Nicetas, Drungarios und Arcontes). Zwar waren Malta und Gozo möglicherweise ein strategischer Stützpunkt für Kriegsschiffe, doch bedingt durch ihre Lage am Rande des byzantinischen Herrschaftsbereichs ging ihre Bedeutung als Handelsknotenpunkt zurück. Dies führte zu einer Verschlechterung der Lebensbedingungen. Am Ende der byzantinischen Herrschaft waren die meisten prunkvollen Gebäude verfallen, und die Malteser lebten unter ärmlichen Verhältnissen von der Landwirtschaft.

## Mittelalter

### Arabische Periode (870 – 1090)
Die Byzantiner auf Melita sahen sich Anfang des 9. Jahrhunderts mit den nordafrikanischen Muslimen konfrontiert, die bestrebt waren, ihren Einflussbereich auszudehnen. Ihre militärischen Angriffe auf die kleinen Mittelmeerinseln begannen um 836, konnten jedoch zunächst abgewehrt werden. 870 gelang es den Aghlabiden aus dem heutigen Tunesien im Zuge ihrer Eroberung Siziliens, Malta zu plündern. Viele Einwohner wurden ermordet. Doch verließen die Invasoren die Insel zunächst wieder und nahmen sie erst 904 endgültig in Besitz. Der Islam wurde eingeführt, und zahlreiche Ortsnamen wurden arabisisert; die antiken Namen Melita und Gaulus entwickelten sich schließlich zu Malta und Gћawdex. Auch die beiden kleinen vorgelagerten Inseln wurden umbenannt. Die eine erhielt auf Grund des dort vorherrschenden Kümmelanbaus den Namen Kemmuna (italienisch Comino) und die andere wegen des dortigen Pfefferanbaus den Namen Filfla.

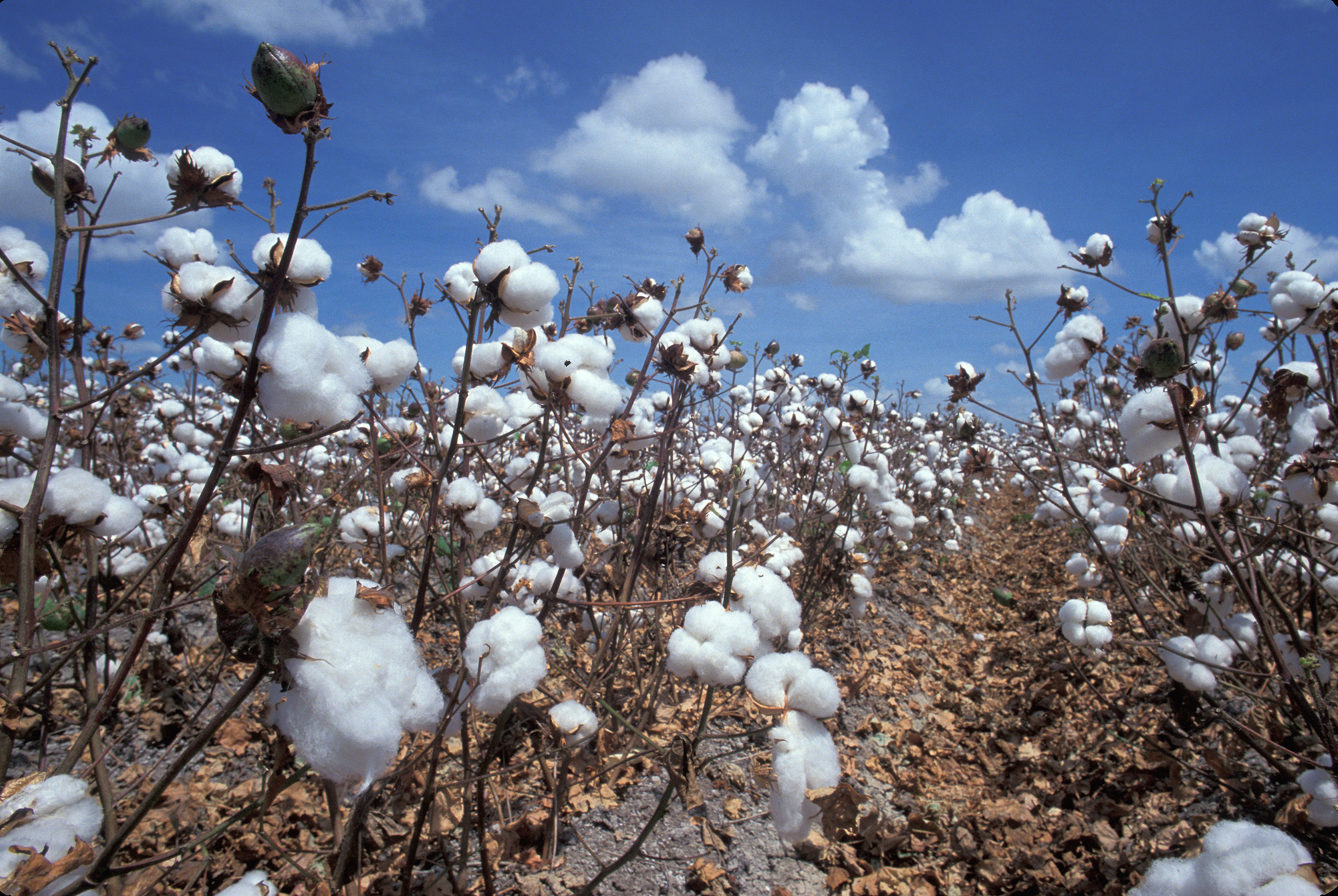
Die Araber führten auf Malta unter anderem den wirtschaftlich wichtigen Baumwollanbau ein

Die unterworfene Bevölkerung wurde vor die Wahl gestellt, zum Islam überzutreten oder Einwohner zweiter Klasse zu werden. Viele, die dem christlichen Glauben treu blieben, wurden versklavt. Malta wurde zu einem Hauptumschlagplatz des arabischen Sklavenhandels. Vergleichsweise glücklicher waren jene Christen, die einen Tribut (Harag) oder eine Sondersteuer (Dschizya) zahlten. Diese mit eingeschränktem Rechtsstatus geduldeten Personen bezeichnet man in der islamischen Welt als Dhimmi. Dennoch kam es, soweit bekannt, auf Malta zu keiner Zeit zu religiös bedingten Verfolgungen. Die meisten Menschen nahmen den muslimischen Glauben an, um der Dschizya-Steuer und anderen diskriminierenden Regeln z. B. im Eigentums-, Familien- und Erbrecht zu entgehen. Laut einer im Jahre 991 durchgeführten Volkszählung lebten zu jener Zeit 6.339 christliche und 14.972 muslimische Familien auf den Inseln. Es ist also davon auszugehen, dass das Christentum weiter praktiziert wurde, möglicherweise auch im Verborgenen, etwa in den Katakomben. Es gab jedoch auch christliche Malteser, die mit muslimischen zusammenlebten. Man nannte sie Rum, was die übliche arabische Bezeichnung sowohl für das Byzantinische Reich als auch für dessen Bewohner war. Noch heute gibt es auf Malta Ortsnamen, die auf diesen Umstand hindeuten, z. B. Wied ir-Rum (Tal der Rum).
Zwar galten die maltesischen Inseln aus kultureller Sicht als eher rückständig – das Zentrum der islamischen Kunst und Kultur im westlichen Mittelmeerraum lag auf Sizilien –, dennoch führten die Araber einige wichtige Neuerungen ein. So installierten sie auf dem Archipel zahlreiche von Tieren getriebene Wasserräder, sogenannte Sienjas, für eine effizientere Bewässerung der Felder. Auf diesen wurde vor allem Baumwolle angepflanzt, deren Verkauf in den folgenden Jahrhunderten Maltas wichtigste Einkommensquelle darstellte.
Um ihre Macht zu sichern, errichteten die Muslime am Ort des früheren Heraklestempels eine Festung, unter deren Mauern und Schutz mehrere Kriegsschiffe ankerten. Viele Malteser waren verpflichtet, auf den Schiffen zu arbeiten. Gleichzeitig legten die Araber im Landesinneren stark befestigte Trutzburgen an. So trennten sie einen Teil der Stadt Melita ab, umgaben ihn mit einem weiten Graben und hohen Mauern und nannten ihn Medina (Mdina). Die unbefestigten Teile der Stadt erhielten den Namen Rabat (Vorort). Auf ähnliche Weise entstand die Zitadelle des Hauptortes Gozos, Victoria, der ebenfalls Rabat genannt wurde. Diese Zweiteilung der Städte in einen befestigten und einen unbefestigten Teil waren zur damaligen Zeit im Mittelmeerraum üblich und wurden von den Arabern vor allem in Nordafrika angewandt. Der mit Mauern umgebene Bereich erhielt – wie auf Malta – in der Regel den Namen Medina, was „Stadt“ bedeutet. Diese befestigten Gebiete mit ihren engen Gassen stellen heutzutage oftmals die Altstadt der Orte dar und finden sich beispielsweise noch in Fès, Tunis, Hammamet und Tripolis.
Die Byzantiner unternahmen mehrere Versuche, die Inseln zurückzuerobern, blieben jedoch erfolglos. Ein Angriff führte 1048 dazu, dass die Araber Hilfe aus Sizilien anfordern mussten. Zudem hob der Emir eine Vorschrift auf, die es der maltesischen Bevölkerung untersagte, Waffen zu tragen. Laut dem arabischen Historiker Kawzuni forderte er sie auf:
„Greift an unserer Seite zu den Waffen, wenn wir gewinnen, sollt ihr frei sein wie wir und unseren Besitztum mit uns teilen; wenn ihr nicht kämpft, werden wir getötet so wie ihr.“
Die Malteser entschieden sich mitzukämpfen, und gemeinsam gelang es, die Byzantiner abzuwehren. Zur Belohnung gewährte der Emir den Einwohnern eine Reihe von Privilegien. Im Jahre 1090 wurden die Inseln von den Normannen erobert. Roger I. vertrieb die muslimischen Herrscher, nachdem er zuvor in einem 29 Jahre währenden Krieg Sizilien von ihnen erobert hatte.
Noch heute weisen auf Malta die meisten topografischen Namen arabische Wurzeln auf. So liegt im äußersten Westen von Gozo ein Ort mit dem Namen Għarb, der westlich bedeutet, und das Dorf Baħrija auf der Hauptinsel Malta trägt die arabische Bezeichnung für Oase.

### Herrschaft der Normannen, Staufer, des Hauses Anjou und Aragóns (1090 – 1525)
Roger I. besetzte Malta, um eine südliche Front gegen die Angriffe der Araber aufzubauen. Er machte die Muslime zu Vasallen und verlangte Tribut von deren Statthaltern. Die christlichen Zwangsarbeiter wurden befreit, die Mehrzahl der von den Arabern eingerichteten Institutionen blieb jedoch bestehen. Anders als nach der arabischen Eroberung 870 übten die Normannen keinen Druck zur Konversion aus. Eine Volkszählung im Jahre 1240 ergab, dass 73 % der Familien muslimisch waren, 24 % christlich und 3 % jüdisch. Die christliche Konsolidierung erfolgte erst später. 1156 wurde das Bistum Malta dem Erzbistum Palermo als Suffragan unterstellt. 1168 ist der erste Bischof zu Malta namentlich bekannt. Der Notar Friedrichs I., der Straßburger Vitztum Burchard, schreibt nach 1175 in einem Bericht über seine diplomatische Mission nach Alexandrien, die Insel Malta sei von Sarazenen bewohnt und stehe unter der Herrschaft des Königs von Sizilien. Ob er sich auf Malta aufgehalten hat, ist unsicher. Margaritos von Brindisi ist von 1192 bis 1194 als erster Graf von Malta bezeugt. Diesen königstreuen Dienern wurden Feudalrechte und Lehen auf den Inseln gewährt.
Der letzte normannische König hatte keine Nachkommen, so dass Sizilien und somit auch Malta 1194 an die Staufer unter Heinrich VI. fielen. Sein Nachfolger, Friedrich II., ließ 1249 auf Sizilien einen Aufstand der Muslime niederschlagen und sämtliche Einwohner muslimischen Glaubens von Malta verbannen. Viele Muslime traten unter Zwang zum Christentum über. Im 13./14. Jahrhundert erlebte Malta eine starke Einwanderung aus Sizilien und Italien. So wurden 1223 die Bürger der Stadt Celano, die sich gegen Kaiser Friedrich aufgelehnt hatten, nach Malta deportiert.
1268 gelang es Karl I. von Neapel, dem jüngeren Bruder des französischen Königs Ludwig IX., Sizilien zu erobern, womit er auch die Herrschaft über Malta gewann. Damit stand der Archipel vorübergehend unter angevinischer Kontrolle. Nach nur 14 Jahren wurde diese infolge der Sizilianischen Vesper beendet, in deren Verlauf sich Peter III. von Aragón durchsetzte. Malta wurde zum Streitobjekt zwischen Karl I. und Peter III.
Der Konflikt entschied sich 1284 in einer Seeschlacht vor Malta, aus der Aragón siegreich hervorging. Die Franzosen waren zum Abzug aus Malta gezwungen. Die Malteser wollten die Insel in die königliche Domäne eingliedern und direkt der Herrschaft des Souveräns unterstellen, statt von einem Statthalter verwaltet zu werden. Nach mehreren entsprechenden Anträgen wurde ihrer Bitte stattgegeben, doch war die Eingliederung nicht von Dauer.
Von circa 1350 an konnten auch Mitglieder der maltesischen Bevölkerung in den Adelsstand erhoben werden. Die Folge war wenig später die Einberufung eines Rates mit Verwaltungsaufgaben, die sogenannten „Universitas Melitiae“ („Gesamtheit von Malta“, ital.: Università), deren Mitglieder einen Gouverneur (hakem, maltesisch-arabisch: Weiser) aus ihren Reihen wählten. Auch auf Gozo etablierte sich ein solcher Rat. Beide Räte wurden vorbehaltlos vom König anerkannt. In späteren Jahrzehnten der aragonischen Herrschaft bildeten beide Räte die „Universitas Melitiae et Gaudisii“ („Gesamtheit von Malta und Gozo“).
Noch im ausgehenden 14. Jahrhundert war die Piraterie ein für Malta wichtiger Wirtschaftszweig, doch nicht selten kam es zu Vergeltungsmaßnahmen. So überfielen 1371 zehn Schiffe der Republik Genua die Inseln und plünderten sie, nachdem zuvor ein genuesisches Handelsschiff von Maltesern gekapert worden war. In den folgenden Jahren intensivierten die Einwohner daher die Beziehungen zu Sizilien, das Malta mit Getreide und Vieh versorgte. Der letzte Feudalherr Maltas, Don Gonsalvo Monroy, wurde nach einem Aufruhr vom Archipel verbannt. Er forderte am Hof von Aragón harte Strafen gegen die Malteser und die Rückzahlung von 30.000 Gulden, die er für das Lehen hatte aufwenden müssen. Die Malteser boten an, die Summe zu begleichen, und baten gleichzeitig am Hof erneut darum, in die königliche Domäne eingegliedert zu werden. König Alfons V. zeigte sich beeindruckt von der Loyalität der Malteser und bezeichnete den Archipel als den „ehrwürdigsten Stein in seiner Krone“. Er verlieh der Hauptstadt Mdina den Ehrennamen Notabile, der jedoch von den Maltesern kaum verwendet wurde. Man einigte sich auf eine Rückzahlung des geforderten Guldenbetrags binnen vier Monaten, doch als der Vizekönig Nicola Speciali die Inseln besuchte und auf die schlechte Baumwollernte und die bescheidenen Lebensbedingungen aufmerksam wurde, setzte er sich dafür ein, die Frist zu verlängern. Schließlich zahlten die Malteser 20.000 Gulden, bis ihnen Monroy 1429 auf dem Sterbebett die restliche Schuld erließ.
Mittlerweile hatte sich auf Malta das Christentum durchgesetzt. Das zeigte sich auch daran, dass die wichtigsten christlichen Orden Klöster einrichteten. Franziskaner waren bereits 1370 eingetroffen, Karmeliten und Benediktinerinnen folgten 1418, Augustiner-Eremiten 1450 und Dominikaner 1466. Die Benediktinerinnen gründeten die erste Volksschule und das erste Hospital des Archipels. Für die Verteidigung der Inseln waren die Malteser selbst verantwortlich. Die männliche Bevölkerung zwischen 16 und 70 Jahren war verpflichtet, in Kompanien, den Dejmas, zu dienen. Die militärisch größte Herausforderung war 1429 ein Angriff der Mauren, die die Inseln einnehmen und als Ausgangspunkt für weitere Eroberungen nutzen wollten, auch um der Reconquista Einhalt zu gebieten. Über die Schlacht liegen nur wenige historisch gesicherte Daten vor. So weiß man, dass das etwa 18.000 Mann starke Heer der Mauren unter dem Kommando von Kaid Ridavan stand, während die gesamte Bevölkerung Maltas zu jener Zeit gerade einmal rund 17.000 Einwohner zählte, von denen knapp 4.000 als Soldaten dienten. Die Legende sagt, dass die Mauren zum Zeichen dafür, dass sie die Malteser nicht aushungern, sondern mit Waffengewalt bekämpfen wollten, einen mit Brotlaiben beladenen Karren zu ihren Feinden geschickt hätten. Diesen schickten die Malteser zurück, wobei sie auf jeden Laib einen Gbejna, ein typisches maltesisches Käsegebäck, legten. Die Überlieferungen sprechen von Paulus von Tarsus, der den Inselbewohnern erschienen sei und sie vor den Muslimen bewahrt habe. Der tatsächliche Hintergrund für den unerwarteten Sieg Maltas dürfte rechtzeitig eingetroffene militärische Unterstützung gewesen sein.
Nach der Zusammenlegung der Krone Aragóns mit dem Königreich Kastilien im Jahre 1516 gehörte Malta noch für einige Jahre zum neuen Königreich Spanien unter dem europäischen Hegemonialkaiser Karl V. Dieser bot das Eiland, zusammen mit Tripolis, 1525 dem aus Rhodos vertriebenen Johanniterorden als Lehen an. Es bedurfte allerdings noch einer päpstlichen Bulle, ehe sich die Ritter am 26. Oktober 1530 auf Malta niederließen. Der Orden bestimmte die Geschichte der Insel für die folgenden 268 Jahre.

## Neuzeit

### Ordensstaat Malta (1530–1798)

#### Anfänge
Der Großmeister des Johanniterordens, Philippe de Villiers de l’Isle-Adam, versprach bei seinem Einzug in Mdina im Jahr 1530, dass er die Rechte und Privilegien der maltesischen Bevölkerung schützen und wahren werde. Nur ein Jahr nach der Ankunft der Ordensritter führten die Osmanen einen Angriff gegen die Inseln, der die Ordensritter dazu bewog, die Festungsanlagen auszubauen. Sie legten auf einer Halbinsel zwischen dem heutigen Grand Harbour und dem Marsamxett Harbour das Fort St. Elmo an und errichteten über dem alten Kastell Castel à Mare in Birgu das Fort St. Angelo. 1532 entschied der Großmeister, den Ordenssitz aus dem im Landesinneren gelegenen Mdina nach Birgu zu verlagern, das sich danach schnell vom Fischerdorf zur wichtigsten Stadt Maltas wandelte.
Der osmanische Sultan, Süleyman I., änderte inzwischen seine Strategie und ließ nicht mehr mit großen Heeren angreifen, sondern verteilte Kaperbriefe an Seeleute, die als Vorhut der von ihm beabsichtigten Expansion operieren sollten. Einer dieser Seeleute war der von der Insel Lesbos stammende Khair ad-Din Barbarossa. Er wurde im Jahr 1533 als Repräsentant des Osmanischen Reiches im Maghreb anerkannt und suchte bis zu seinem Tod im Jahr 1546 mehrmals die Küsten Siziliens und Maltas heim. Sein Nachfolger, Turgut Reis, überfiel bis 1561 sechsmal den maltesischen Archipel. Im Jahr 1547 plünderte er auf Gozo, 1548 an der Südküste der Insel Malta, und 1550 verschleppten seine Gefolgsleute auf Gozo mehr als 1.000 Einheimische, was die Insel nahezu entvölkerte. Im folgenden Jahr setzte er mit osmanischen Einheiten zur Invasion Maltas an. Dabei verheerte er das Land und hielt sich einzig von den befestigten Städten Mdina und Birgu fern. Vorräte wurden geraubt, Dörfer niedergebrannt. Die Folge war eine Hungersnot, die die Einwohnerzahl Maltas auf den niedrigsten Stand dieses Jahrhunderts sinken ließ.

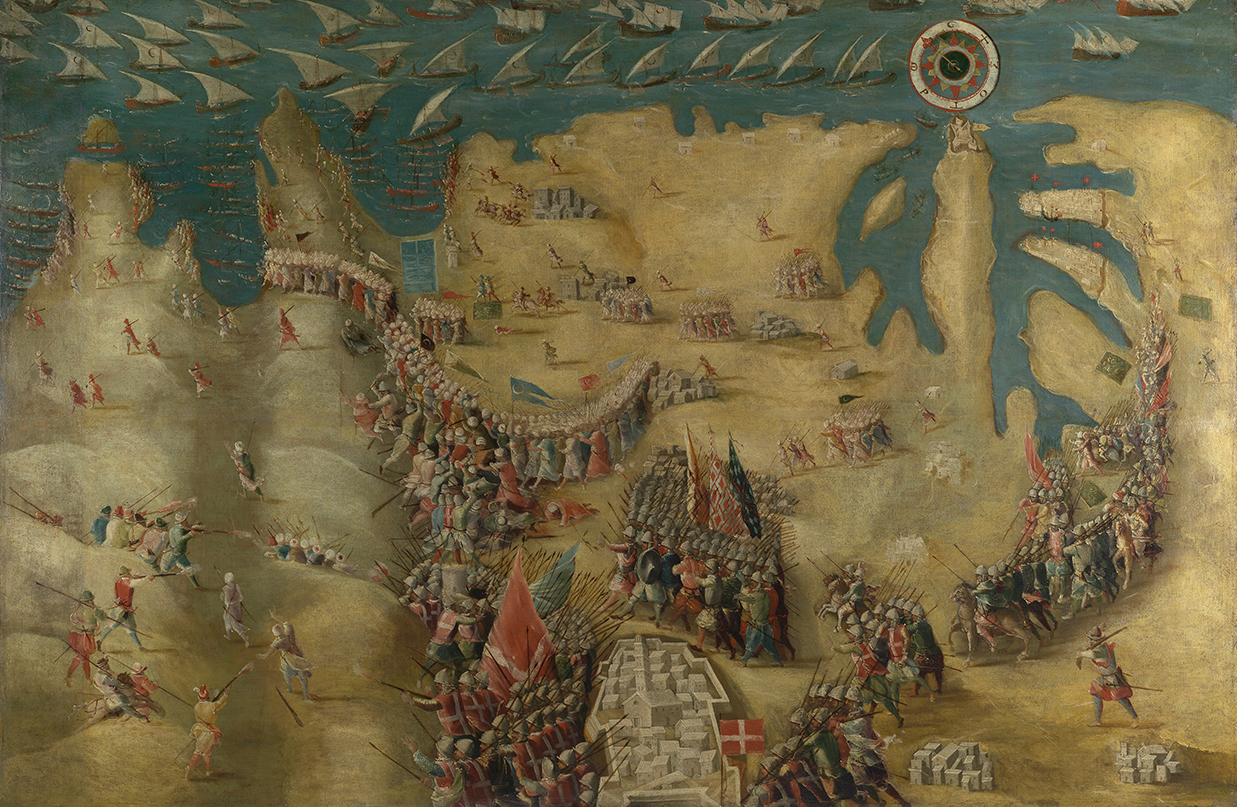
Die Belagerung von 1565 auf einem Gemälde von Matteo Perez d’Aleccio im Großmeisterpalast von Valletta. Gut zu erkennen ist die stark befestigte alte Inselhauptstadt Mdina.

Die häufigen Übergriffe veranlassten die Ordensritter, den Ausbau der Festungen voranzutreiben. Insbesondere der im Jahr 1557 eingesetzte neue Großmeister, Jean de la Valette, verschrieb sich diesem Ziel. Unter seiner Führung gelang es mit Unterstützung aus Spanien und Sizilien während der Belagerung von Malta (1565), die zahlenmäßig weit überlegenen osmanischen Heere nach mehr als drei Monaten zu vertreiben und ihnen schwere Verluste zuzufügen. Die Niederlage war ein herber Schlag für die osmanischen Expansionsbestrebungen und gilt bis heute als größter militärischer Erfolg Maltas. Infolgedessen erfuhr der Orden große finanzielle Zuwendungen vom europäischen Adel, der die strategisch wichtige Lage Maltas im Kampf gegen die Ausbreitung der Osmanen und des Islams erkannte und sich dankbar für die abgewendete Gefahr erwies.

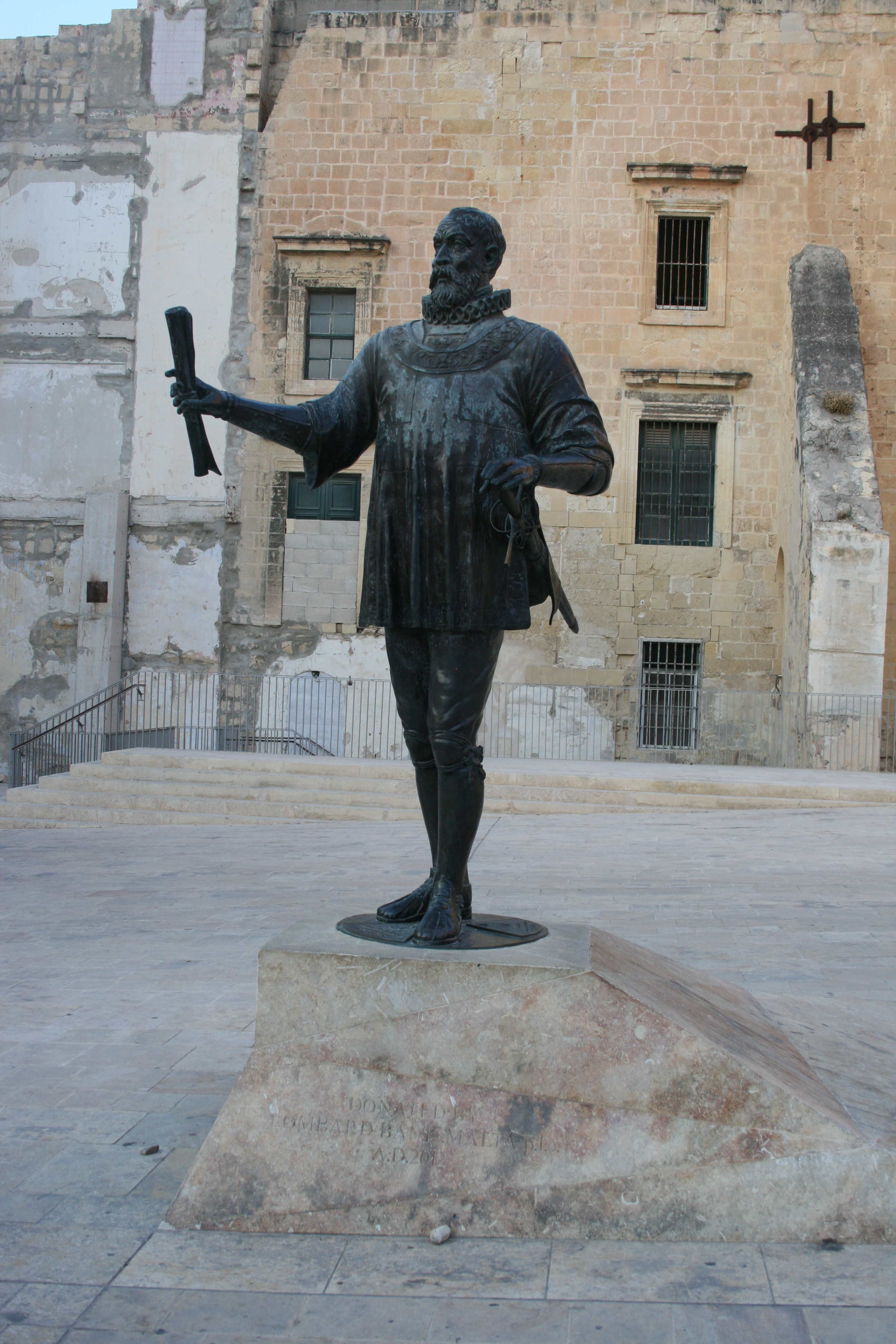
Denkmal für Jean de la Valette in Valletta

Auf der Grundlage der nun steten finanziellen Unterstützung legte de la Valette am 28. März 1566, wenige Monate nach dem Ende der Belagerung, unterhalb des Forts St. Elmo den Grundstein für eine neue Hauptstadt, die unter der Leitung des italienischen Architekten Francesco Laparelli und dessen maltesischen Assistenten, Gerolamo Cassar, gebaut wurde. Hinter ungewöhnlich dicken Mauern legte man ein schachbrettartiges Straßennetz an und errichtete die wichtigsten Gebäude des Ordens, unter anderem den Großmeisterpalast. Aus Furcht vor einem neuen Angriff verwarf man Pläne, das gesamte Gebiet zunächst einzuebnen; so wurde die Stadt bereits 1571, schneller als geplant, fertiggestellt. Zur Erinnerung an den 1568 gestorbenen Jean de la Valette erhielt sie später den Namen Valletta und löste Birgu, das seit dem Sieg über die osmanischen Belagerer den Ehrennamen Vittoriosa trug, als Inselhauptstadt ab.

#### Blütezeit

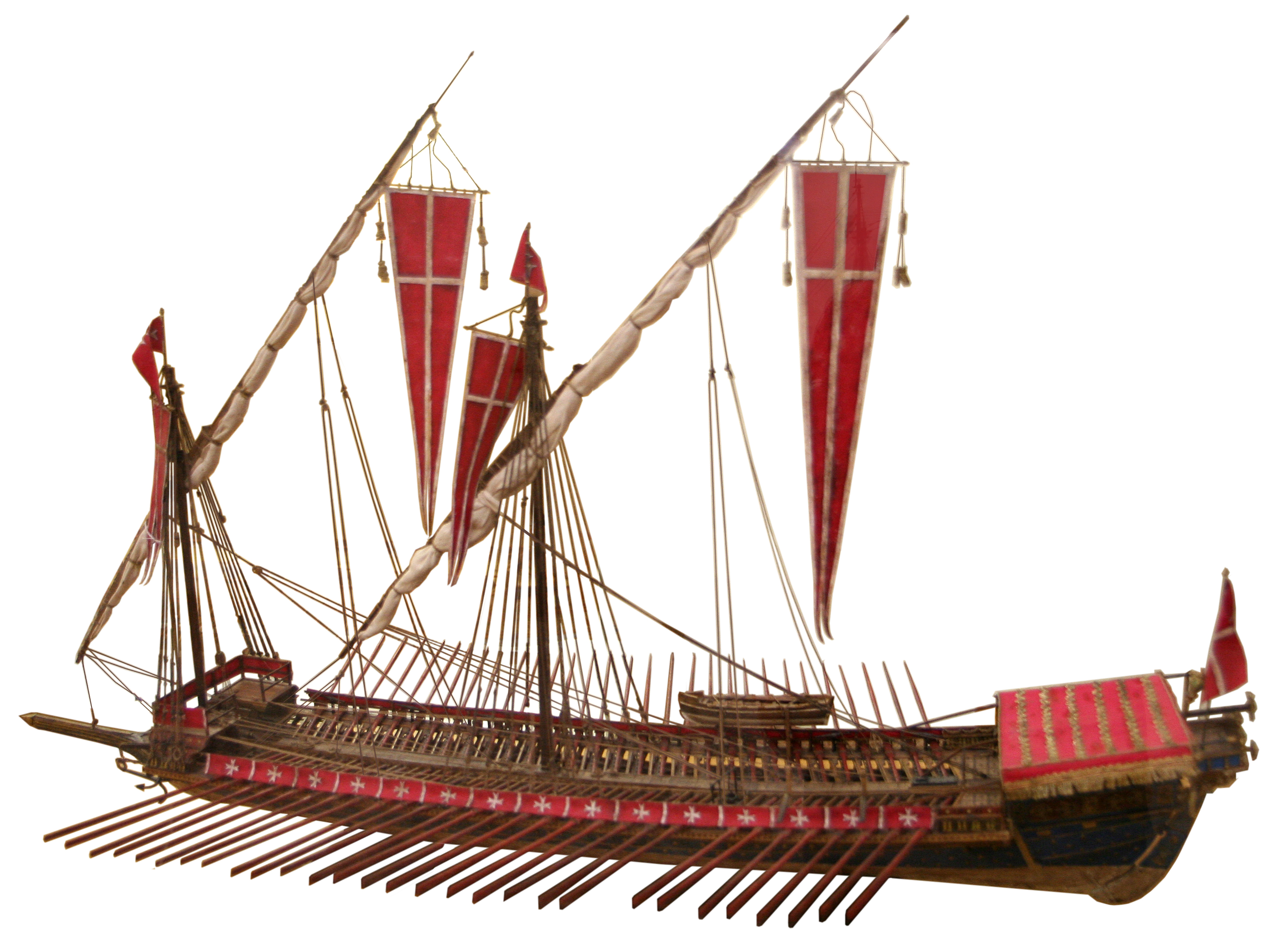
Galeere der Johanniterflotte

Im Jahr der Einweihung Vallettas nahm der Orden als Koalitionsmacht an der Seeschlacht von Lepanto teil und fügte dem Osmanischen Reich eine weitere empfindliche Niederlage zu. Das militärische Eingreifen des Ordens steigerte die Achtung, die die Europäer den Maltesern gegenüber empfanden, und die finanziellen Zuwendungen ließen den Wohlstand Maltas wachsen. Damit wurde die Blütezeit Maltas eingeleitet.
Der Malteserorden vermochte in dieser Zeit seinen Reichtum stark zu mehren. Dafür waren vor allem zwei Gründe maßgeblich: Erstens ging der gesamte, oftmals nicht unerhebliche Besitz eines Ritters nach dessen Tod in den Besitz des Ordens über; zweitens lag ein Hauptzweig der maltesischen Wirtschaft mit Billigung durch die europäischen Adelshäuser auf Kaperfahrten gegen die Osmanen. Hatten die Malteser vor der Großen Belagerung die osmanischen Kaperer gefürchtet, betrieben sie nun selbst diese Form der legalisierten Piraterie, die dem Archipel große Gewinne bescherte.

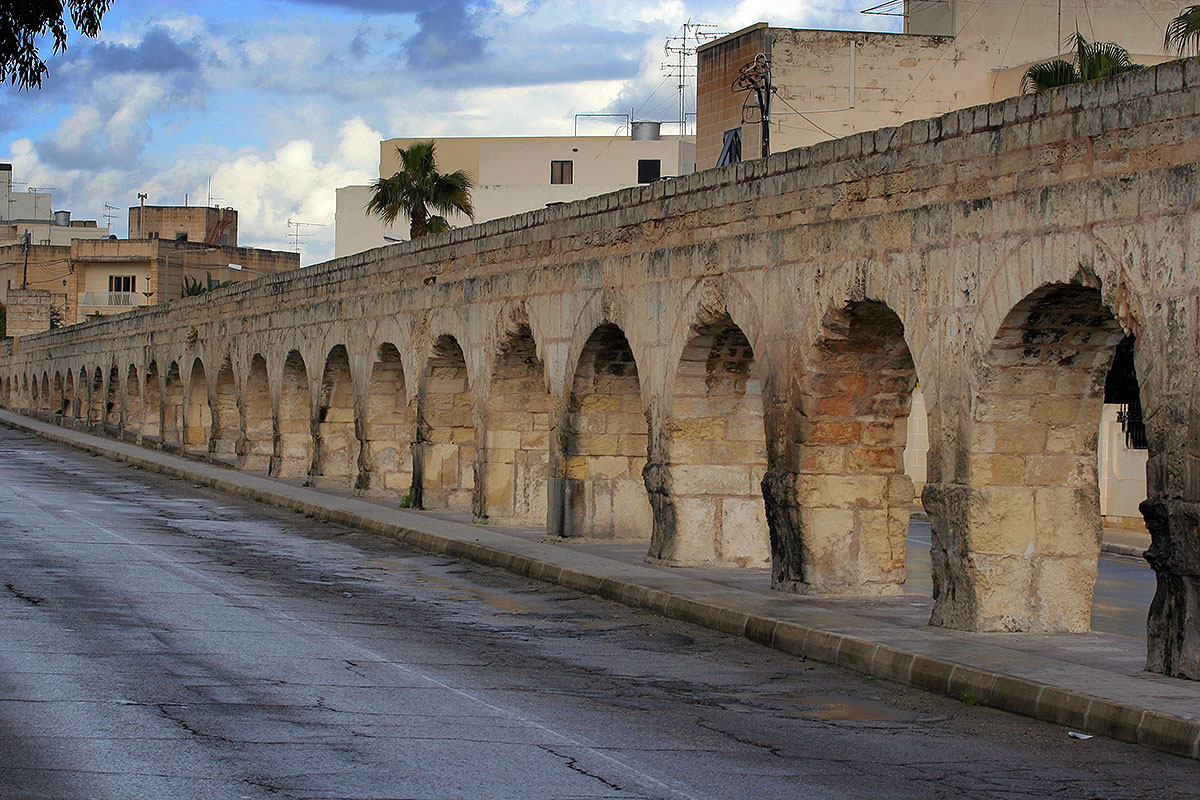
Wignacourt-Aquädukt

Die Ritter entwickelten ein Programm zur Anhebung des Lebensstandards der Bevölkerung, zu dessen Punkten auch die Einrichtung einer Universität in Valletta im Jahr 1592 zählte. Die Mehrheit der Diener der Ordensoberen, zum Beispiel die Köche, Schneider und Gärtner, stammten aus den Herkunftsländern ihrer Herren. Es war ihnen gestattet, einheimische Frauen zu heiraten, wodurch sie die Möglichkeit bekamen, ihre Fähigkeiten in der Bevölkerung Maltas weiterzureichen. So fanden im Lauf der Jahre auch viele Einheimische beim Orden Arbeit als Soldaten, Seefahrer, Handwerker und Angestellte. Zugleich wurden zahlreiche begabte Malteser auf Empfehlung des Ordens auf das europäische Festland geschickt und dort zu anerkannten Musikern, Philosophen, Malern, Bildhauern und Architekten ausgebildet. Viele von ihnen kehrten später in ihr Heimatland zurück und kooperierten mit ausländischen Künstlern, die aufgefordert wurden, auf der Insel zu arbeiten. Gemeinsam gestalteten sie zahlreiche Kirchen und Paläste, die der Malteserorden in dieser Zeit des Überflusses in Auftrag gab.
Die Überfälle der Osmanen auf die Inseln hielten bis Anfang des 17. Jahrhunderts an, wie etwa die Plünderung Żejtuns im Jahre 1614 belegt. Der Ausbau der Verteidigungsanlagen schritt weiter voran, und zur Mitte des Jahrhunderts hatten die Malteser ihr Festungs- und Schutzsystem nahezu fertiggestellt, sodass sie auf den Inseln fortan in Sicherheit leben konnten. Die wichtigsten Städte waren von mächtigen Mauern umgeben, Bastionen standen an Buchten und markanten Landpunkten, und an den Küsten erhoben sich die sogenannten Redin-Türme, benannt nach dem Großmeister Martin de Redin. Diese zweistöckigen eckigen Türme standen (und stehen teilweise noch heute) in regelmäßigen Abständen in Sichtweite zueinander am zumeist steilen Ufer. Erspähte man von einem Turm ein herannahendes Schiff, wurde dort bei Tage eine Kanone abgefeuert, bei Nacht ein Feuer entzündet, um die Besatzung der benachbarten Türme zu warnen und aufzufordern, die Nachricht von der möglichen Gefahr auf dieselbe Weise weiterzumelden. In kurzer Zeit war die ganze Küste in Alarmbereitschaft.
Bereits im Jahr des Überfalls auf Żejtun wurde auf der Hauptinsel unter Großmeister Alof de Wignacourt mit dem Bau eines weitläufigen von Mdina ausgehenden Aquädukts begonnen, der 1615 fertiggestellt wurde. Er transportierte Wasser aus dem Landesinneren nach Valletta und sicherte die Versorgung der Hauptstadt mit dem raren Rohstoff. Die Ordensritter – die die ersten Herren über Malta waren, die auch auf der Insel lebten – führten in den militärisch ruhigen Jahren des Wohlstands und der florierenden Wirtschaft zahlreiche Dorf- und Volksfeste ein, die mehrheitlich christlichen Ursprungs waren. Zu diesen Feierlichkeiten zählten etwa der Karneval und die mehr als 100 Kirchweihfeste, von denen der Tag „unserer lieben Frau des Sieges“ der wichtigste war.

#### Niedergang
Im Jahr 1676 forderte die Pest auf dem maltesischen Archipel mehr als 10.000 Tote und leitete das Ende der Blütezeit des Ordens ein, obgleich der allgemeine Wohlstand noch einige Jahrzehnte andauerte. Die Demografie war jedoch geschwächt, und die wirtschaftliche Tätigkeit erreichte in der restlichen Zeit der Ordensherrschaft nie wieder das frühere hohe Niveau.
Mitte des 18. Jahrhunderts nahm die militärische Gefahr, die vom Osmanischen Reich ausging, ab, und viele Schiffe des Ordens lagen untätig im Hafen vor Anker. Um das Jahr 1770 wurden vom Militäringenieur Francesco Maradon mehr als 60 Fougassen in die bestehenden Verteidigungsanlagen integriert, um potentielle Anlandeplätze abzusichern. Die in den Felsen geschlagenen Kavernen der Fougassen sind teilweise noch heute erhalten.
Die finanzielle Situation der Ordensritter war inzwischen prekär. Dies beruhte zum einen auf einem Nachlassen des Interesses des europäischen Adels am strategischen Außenposten Malta und zum anderen darauf, dass der Orden mit seiner barocken Prachtentfaltung die öffentlichen Kassen leerte. Der zuvor oft herbeigesehnte Frieden führte zu hohen Arbeitslosenzahlen, Armut und Unmut in der Bevölkerung. Als der Orden versuchte, seine Schulden durch eine höhere Besteuerung der Bevölkerung auszugleichen, kam es 1775 zum Aufruhr. Der – auch von Priestern angeführte – Aufstand wurde blutig niedergeschlagen, die Anführer hingerichtet. Als während der Französischen Revolution alle in Frankreich liegenden Besitztümer des Ordens von der Ersten Französischen Republik beschlagnahmt wurden, flohen Hunderte aus Frankreich nach Malta. Diese Flüchtlingswelle führte zu einer weiteren finanziellen Belastung. Im Jahr 1798 ergab sich Malta widerstandslos dem Heer Napoleon Bonapartes, die Ordensherrschaft endete.

### Französische Besetzung (1798–1800)
Die französischen Truppen unter dem Kommando Napoleon Bonapartes gelangten im Vorfeld seiner ägyptischen Expedition 1798 auf den maltesischen Archipel. Es ist anzunehmen, dass bereits Anfang des Jahres Pläne zur Einnahme Maltas bestanden. Am 9. Juni traf die Flotte vor den Inseln ein.

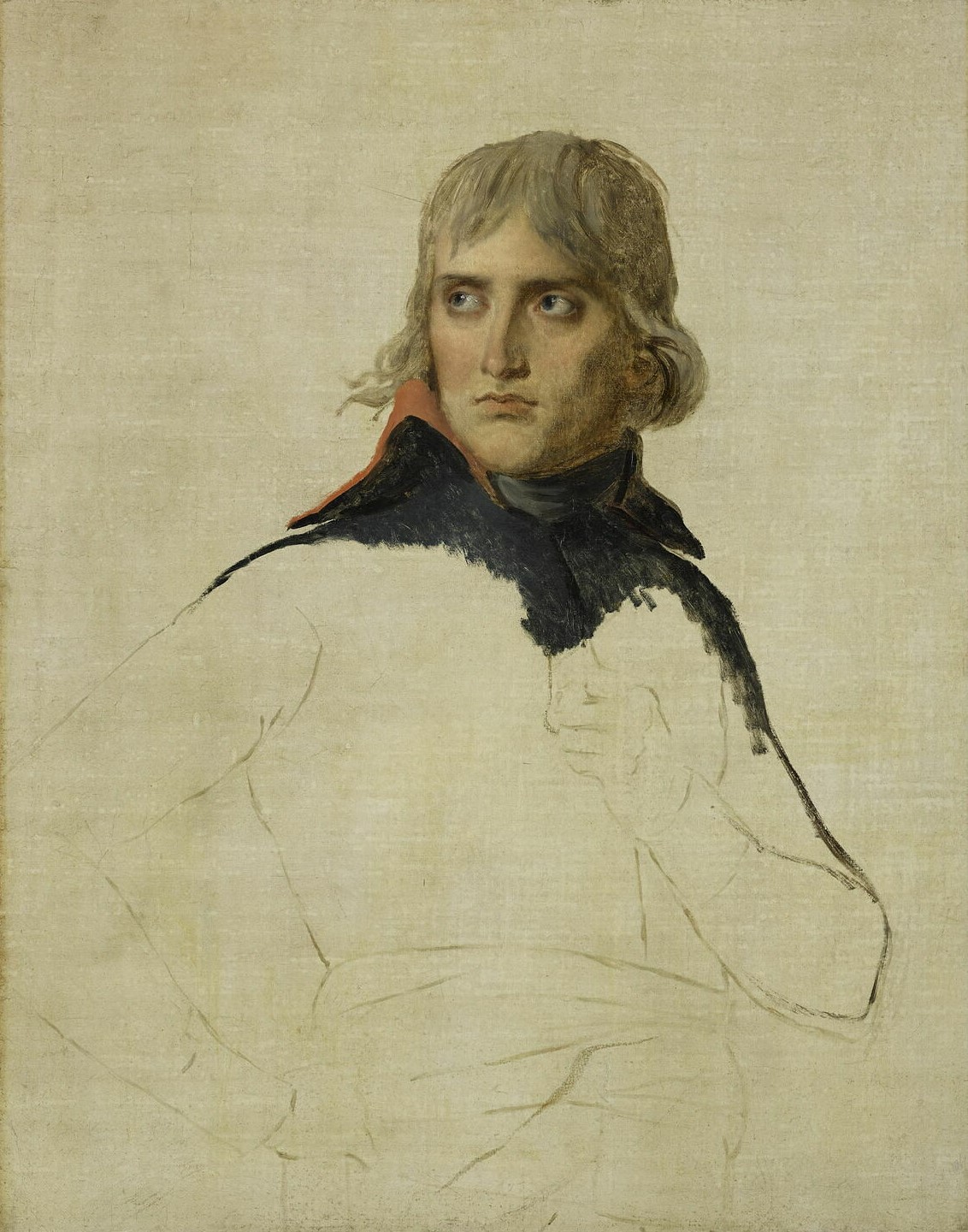
Napoléon Bonaparte ließ die maltesischen Inseln okkupieren

Am folgenden Tag entsandte Bonaparte Soldaten nach Valletta und ließ darum bitten, die Besatzung seiner Schiffe mit frischem Trinkwasser zu versorgen. Der kurz zuvor ins Amt gewählte Großmeister, Ferdinand von Hompesch zu Bolheim, erteilte die Erlaubnis, jedoch unter dem Vorbehalt, dass nur je vier Kriegsschiffe gleichzeitig im Hafen von Valletta anlegen dürften. Bonaparte hatte die Invasion offenbar von langer Hand vorbereitet, denn sobald die ersten seiner Soldaten angelandet hatten, wechselte eine „fünfte Kolonne“ aus den Reihen der französischsprachigen Ordensritter freiwillig unter seinen Befehl. Da die Ordensregeln Kampfhandlungen gegen Christen untersagten, trafen die napoleonischen Truppen kaum auf Widerstand, und ihnen und ihren Helfern gelang es in wenigen Stunden, die meisten Ortschaften und Städte der Inseln unter ihre Kontrolle zu bringen. Angeblich fiel kein einziger Schuss. Am 11. Juni wurde an Bord der Orient das Kapitulationspapier unterzeichnet. Am 14. Juni verließ die französische Flotte Malta, nachdem man dort einige Dutzend Soldaten stationiert hatte, denen später weitere folgten. Der letzte auf Malta regierende Großmeister, von Hompesch zu Bolheim, verließ Malta in den Tagen danach in Begleitung einiger getreuer Ritter.
In den beiden Wochen nach der Invasion führten die Franzosen zahlreiche Reformen durch. So wurde die Sklaverei endgültig abgeschafft, und die ohnehin nur noch wenigen Sklaven wurden befreit. Darüber hinaus richtete man ein staatlich finanziertes Grundschulsystem ein und verbot den Adel, dessen Symbole und Wappen aus dem öffentlichen Raum verschwinden sollten. Die Franzosen unterstellten Malta indirekt einem Bischof und sicherten diesem zu, die Rechte der Kirche zu wahren. Der Prälat verschickte daraufhin einen Hirtenbrief an die Bevölkerung, in dem sie ermahnt wurde, sich der Lehre des heiligen Paulus zu erinnern, der zufolge den Obrigkeiten zu gehorchen sei. Die maltesischen Männer, die in Heer und Marine des Ordens gedient hatten, wurden in die Streitkräfte der Ersten Französischen Republik eingezogen.
Die auf den Inseln stationierten Soldaten plünderten im Sommer 1798 die meisten Herrenhäuser und Paläste, so auch den Großmeisterpalast in Valletta, sowie anschließend die Kirchen, womit das dem Bischof gegebene Versprechen gebrochen wurde. Die entwendeten Kunstgegenstände aus Gold und Silber wurden eingeschmolzen und ehemaligen Ordensangestellten die Renten gestrichen. Da die Mehrheit der Einwohner Maltas direkt oder indirekt für den Orden gearbeitet hatte, waren viele Familien ohne Einkünfte.

#### Aufstand
Durch die Besetzung der Inseln kam die maltesische Wirtschaft zum Erliegen. Die Ausfuhr von Baumwolle, dem damals wichtigsten Exportprodukt, wurde unterbunden, da der Hauptabnehmer Großbritannien war, mit dem sich Frankreich seit 1793 im Krieg befand. Aus Unmut über die verheerende soziale Situation erhoben sich Teile der Bevölkerung im September 1798 gegen die Besatzer. Am 2. September sollten in Mdina die Wertgegenstände der dortigen Karmeliten versteigert werden, wozu sich einige Schaulustige versammelten. Französische Befehlshaber versuchten die Menge zu zerstreuen. Laut einer maltesischen Überlieferung warf ein zwölfjähriger Junge einen Stein nach dem Kommandanten. So hatten die Malteser das Überraschungsmoment auf ihrer Seite, sie überwältigten die Franzosen und lynchten sie.

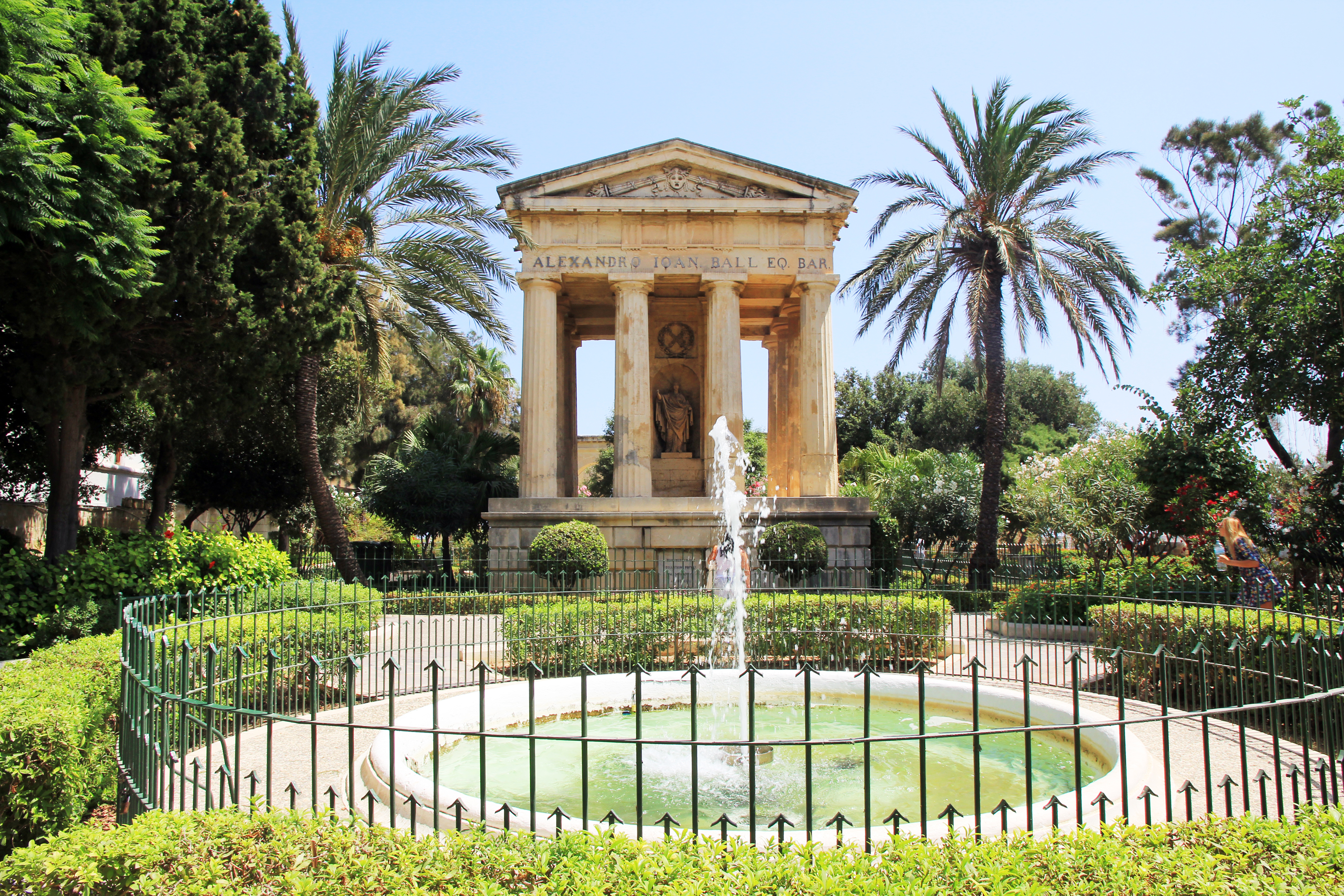
Das 1810 im Gedenken an Sir Alexander Ball errichtete Denkmal mit dorischen Säulen in den Lower Barrakka Gardens in Valletta

Während die Besatzer die Stadttore von Mdina schließen ließen, läuteten die Malteser zum Alarm. Mit Verstärkung aus den Nachbardörfern drangen sie durch einen noch in der Ordenszeit angelegten versteckten Eingang in die Stadt ein und überwältigten die fremden Truppen. Danach eroberten die Einwohner innerhalb eines Tages alle Städte außer den Festungen am Hafen zurück und brachten so auch mehrere Kanonen in ihren Besitz. Am Abend des 2. September wurde eine provisorische Nationalversammlung einberufen, die später in Kongress umbenannt wurde.
Abgesehen von den Kanonen war die Bewaffnung der Aufständischen mit Lanzen, Knüppeln, Schwertern und Flinten eher schlecht, sodass sie ein Hilfegesuch an den König von Sizilien, Ferdinand I., und seinen Verbündeten, den britischen König Georg III., sandten. Während Ferdinand einige Dutzend Gewehre mit Munition und eine geringe Summe Geld zur Verfügung stellte, blockierten britische Schiffe unter dem Kommando von Horatio Nelson, der zuvor die napoleonischen Truppen bereits in der Seeschlacht bei Abukir geschlagen hatte, die Häfen Maltas, um die Franzosen vom Nachschub abzuschneiden. Die Belagerung führte im Oktober zur Kapitulation der in der Zitadelle von Victoria auf Gozo festgesetzten Besatzer, und es wurde die kurzlebige Republik Gozo ausgerufen. Briten und Malteser erhielten im November Unterstützung vom Königreich Sardinien – dennoch besaßen sie nicht die Schlagkraft, um die Bastionen zu stürmen. Im Jahr 1799 wurde Alexander Ball, der Kapitän eines der Belagerungsschiffe, zum Präsidenten des maltesischen Kongresses ernannt. Er einte die divergierenden politischen Kräfte Maltas und erzwang Getreidelieferungen aus Sizilien zur Versorgung der Bevölkerung. Diese beendeten die Lebensmittelknappheit, die darin gründete, dass die meisten maltesischen Männer Soldaten waren und die ohnehin kargen Felder oft brach liegen ließen. Dank dieser Maßnahme Balls gewannen die Briten das Vertrauen vieler Malteser.

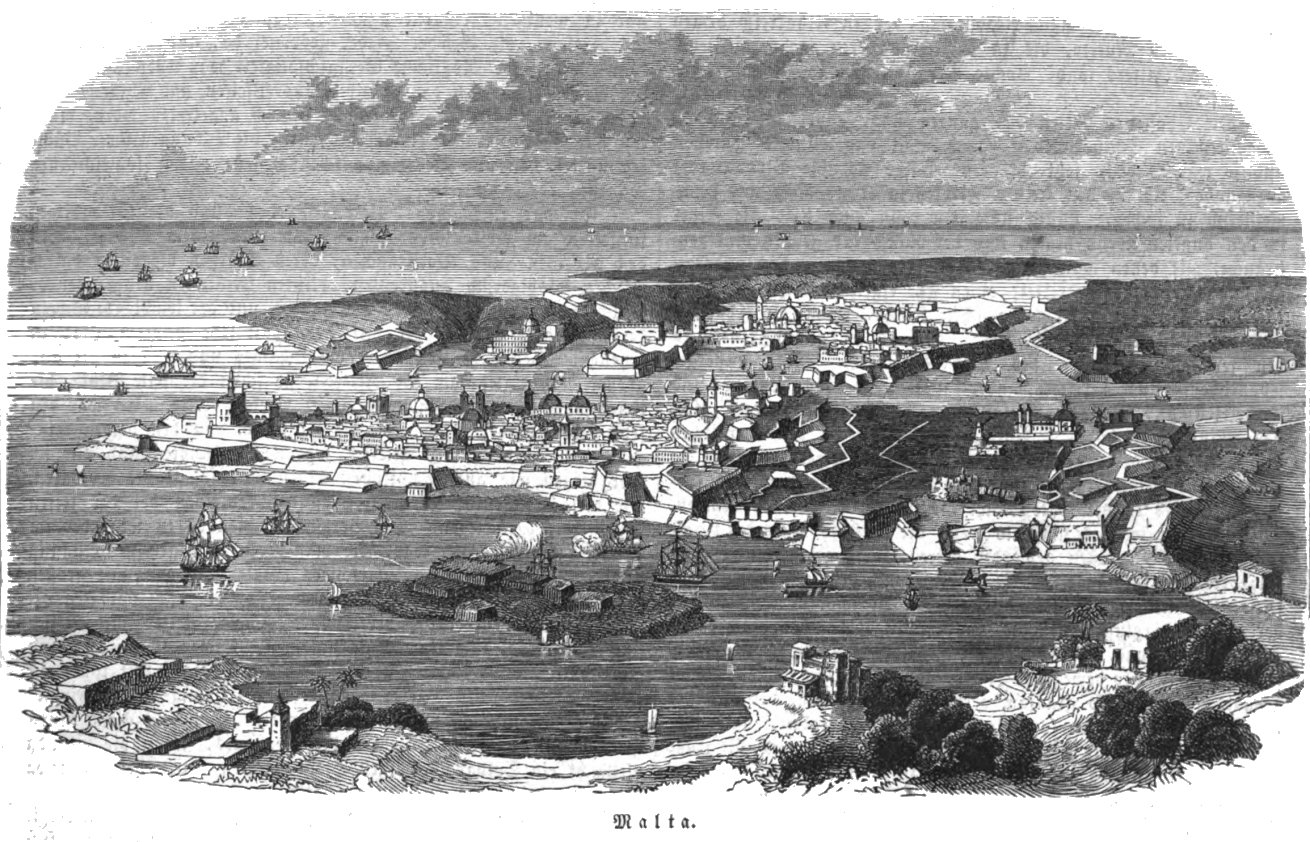
Malta (1854)

Im Jahr 1800 kapitulierten die Franzosen, jedoch ohne sich den Maltesern zu unterwerfen, da sie sie als Rebellen betrachteten. Die Briten verfolgten das Ziel, ihre Schiffe so schnell wie möglich an andere Schauplätze des Zweiten Koalitionskrieges zu verlegen. Bei den Verhandlungen mit den Franzosen waren die Malteser ausgeschlossen. Schließlich wurde den Franzosen freier Abzug gewährt und der maltesische Kongress aufgelöst. Die Briten zogen sich zurück, stationierten jedoch ein Regiment auf dem Archipel. Dieses hisste am 5. September 1800 den Union Jack in Valletta, es begann die britische Kolonialherrschaft.

### Britische Kolonialzeit (1800–1964)

#### 19. Jahrhundert
Die Briten zeigten zunächst kein besonderes Interesse, Malta und Gozo unter ihrer Kontrolle zu halten. Im Gegenteil, im Jahr 1802 wurde im Frieden von Amiens, der den Zweiten Koalitionskrieg beendete, eine Rückgabe an den reformierten Johanniterorden festgehalten. Diese sollte unter dem Schutz des Königreiches Sizilien erfolgen und die Neutralität Maltas von allen Großmächten anerkannt werden. Die Mehrheit der Malteser lehnte diese Regelung ab; wenn die Briten die Souveränität über die Inseln verweigerten, wollte man selbst entscheiden können. Die Übergabe scheiterte letztendlich an vertraglichen Unstimmigkeiten mit dem Orden, sodass die Inseln de facto ein Protektorat Großbritanniens blieben.
Erst in der Folge weiterer militärischer Auseinandersetzungen mit Frankreich lernten die Briten, die strategische Lage Maltas zu schätzen, und versuchten es zu halten. Bei der Besetzung der vakanten Verwaltungspositionen förderten sie die Vergabe an Einheimische, wodurch ihr Rückhalt in der maltesischen Bevölkerung wuchs. Ab 1806 mussten unter dem britischen Seekommando alle Handelsschiffe in den Grand Harbour einlaufen, um dort im Zoll der britischen Marine abgefertigt zu werden. Aufgrund dieser Bestimmung entwickelte sich Malta zu einem wichtigen Handelszentrum im Mittelmeer. Erst 1814, im Ersten Pariser Frieden, wurde der Archipel den Briten offiziell „[…] durch die Stimme Europas und die Liebe der Malteser“ als Kronkolonie zugestanden. Diese unterstand einem Gouverneur, der seinen Amtssitz im Großmeisterpalast bezog.
Die Vorrangstellung Maltas als Beherrscherin des westlichen Mittelmeeres ging nach der endgültigen Niederlage Frankreichs in der Schlacht bei Waterloo 1815 und dem damit einhergehenden Wegfall der französischen Konkurrenz zurück. Zudem breitete sich im Jahr 1816 eine Pestepidemie auf dem Archipel aus, die die Wirtschaft schwächte. Die Malteser hofften, dass es ihnen aufgrund ihrer nachlassenden Präsenz im Britischen Empire erlaubt werden würde, ihre alte Nationalversammlung wiederzubeleben. Dies war jedoch nicht der Fall. Stattdessen schafften die Briten 1819 sogar die università ab. Zu dieser hatten bis zuletzt Wahlen stattgefunden, doch hatte sie nur noch die repräsentative Aufgabe gehabt, die Versorgung der Bevölkerung zu organisieren. Etwa zur selben Zeit begann die Kolonialmacht, das Inselleben strenger zu kontrollieren. Der Schwerpunkt lag dabei auf dem Abbruch der maltesischen Handelsbeziehungen zu Sizilien. Aus diesem Grunde wurde ab etwa 1821 das für den Archipel bestimmte Getreide nicht mehr von der nahen Insel eingeführt, sondern aus dem Schwarzmeerraum, sodass die Malteser gezwungen waren, mit den Briten Handel zu treiben. In die Intention, den Kontakt anderer Staaten mit Malta begrenzt zu halten und den eigenen Einfluss zu erhöhen, spielt auch die Tatsache, dass die Zuständigkeit des Bischofs von Malta vom Metropolbistum Palermo getrennt wurde.
Im Jahr 1827 wählte die Royal Navy Malta als einen ihrer Hauptstützpunkte und nahm dort das erste Trockendock in Betrieb, dem weitere Werften folgten. Zehn Jahre darauf erlaubte die Kolonialregierung die Einrichtung eines Regierungsrates mit sieben Mitgliedern. Dieser besaß jedoch keine entscheidenden Machtbefugnisse und diente vornehmlich dazu, die Wünsche der Malteser nach einer stärkeren nationalen Selbstbestimmung dem Anschein nach zu erfüllen. Zwei Jahre später begannen nordwestlich von Kerċem auf Gozo die Bauarbeiten für einen Aquädukt, dessen Überreste noch heute gut erhalten sind. Er diente dazu, Quellwasser vom Għar-Ilma-Hügel zum Reservoir nach Victoria zu leiten. Der Bau wurde 1843 fertiggestellt und sicherte die Wasserversorgung der gozitanischen Hauptstadt nachhaltig.

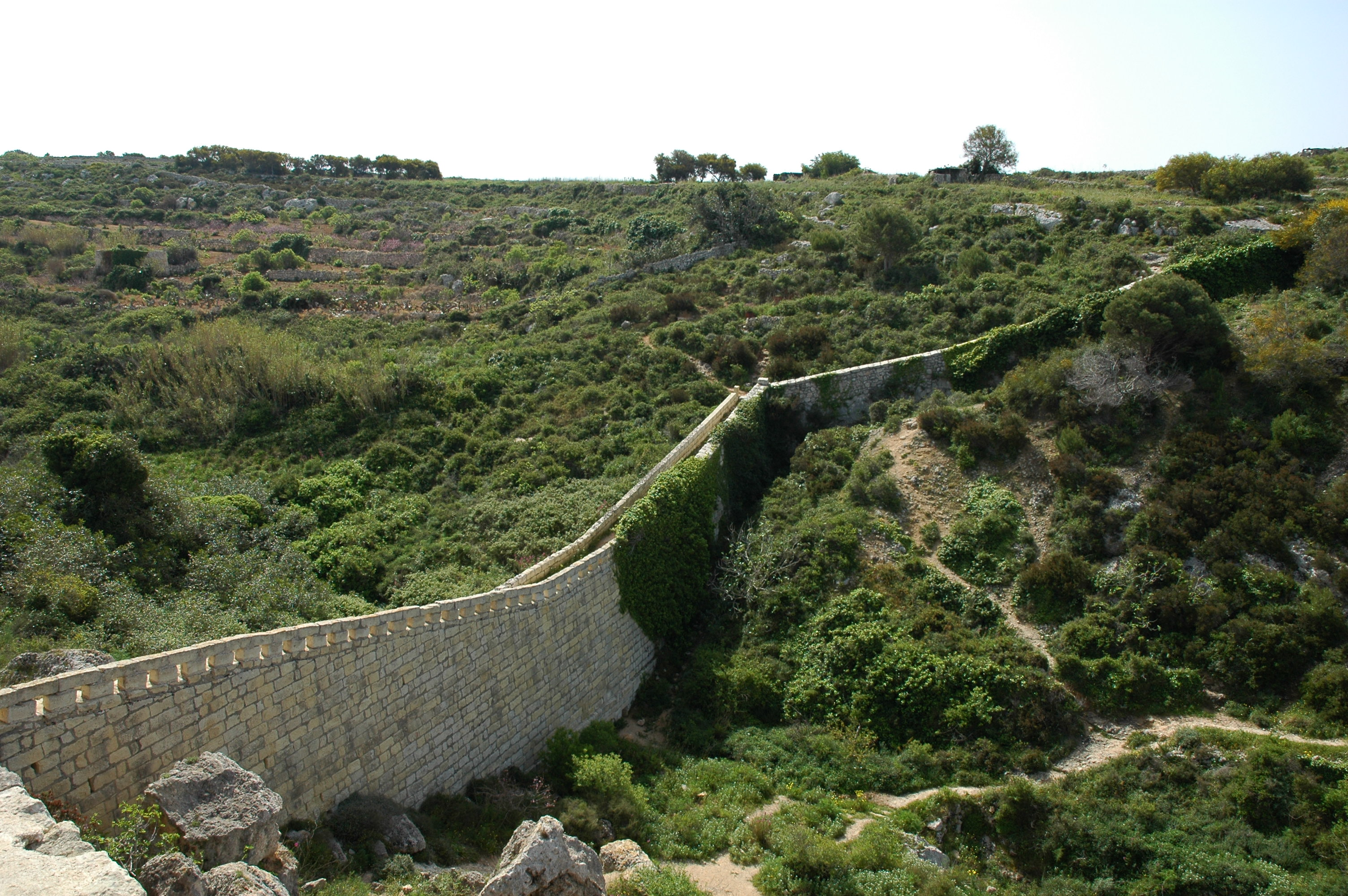
Die von den Briten angelegten Victoria Lines

Nachdem zur Mitte des 19. Jahrhunderts zunehmend Dampfschiffe Segelschiffe auf den Handelsrouten verdrängten, entwickelte sich Malta zu einer wichtigen Station zum Nachladen der Kohlevorräte, insbesondere nach der Eröffnung des Sueskanals im Jahr 1869 auf dem Weg nach Indien. Bereits zuvor, während des Krimkrieges Anfang der 1850er Jahre, hatte Malta als Ausgangspunkt für die militärischen Operationen der Briten sowie als Aufnahmeort für Verletzte gedient. Die Inseln erlebten einen zuvor nicht gekannten wirtschaftlichen Aufschwung. Es herrschte nahezu Vollbeschäftigung, da die zahlreichen Werften so viele Arbeitsplätze anboten, dass die Nachfrage nach Arbeitskräften das Angebot teilweise sogar übertraf und Arbeiter aus Sizilien angeheuert wurden. Damit die Kolonie ihren Eigenbedarf an Lebensmitteln selbst decken konnte, wurde die Landwirtschaft gefördert und der Anbau der Kartoffel – heute ein bedeutender landwirtschaftlicher Exportartikel – eingeführt. Durch den Wohlstand wuchs die Bevölkerung rasch (um 1855 über 120.000 Einwohner), und um die Wirtschaft zu entlasten, unterstützten die Briten die Auswanderung, beispielsweise nach Nordafrika. Auf diesen Wohlstand trafen Ende der 1850er Jahre Flüchtlinge aus Italien. Es waren in ihrer Heimat verfolgte Anhänger des Risorgimento. Ihre Gegenwart fachte das Interesse der Malteser an ihrer eigenen nationalen Unabhängigkeit erneut an, das während des wirtschaftlichen Aufschwungs in den Hintergrund gerückt war. Ab 1883 bestand zwischen Valletta und Mdina die erste – und bis heute einzige – Eisenbahnlinie des Archipels. 1897 vollendeten die Kolonialherren mit den Victoria Lines eine zentrale Befestigungsanlage im Herzen der Hauptinsel, die sich jedoch auf Grund der ohnehin vorhandenen Marineüberlegenheit der Briten in diesem Seegebiet nie profilieren konnte. Sechs Jahre später begannen die schwierigen Baumaßnahmen an einem 390 Meter langen Wellenbrecher an der Einfahrt zum Grand Harbour, durch die viele Einheimische Arbeit fanden.

#### 20. Jahrhundert
In den ersten Jahren des 20. Jahrhunderts unternahmen die Briten mehrere Versuche, die Malteser zu anglisieren. Damit hatten sie zwar teilweise Erfolg, doch insbesondere die einheimische Oberschicht wandte sich ab und zog sich in ihre alte italische Kultur zurück. Daraufhin wurden die Verwaltungsbeamten, die in der Mehrzahl der Oberschicht angehörten, gegen Protegés der Briten ausgetauscht. Dies waren junge Malteser, die in Großbritannien studiert hatten und den Briten gegenüber als loyal galten. Es kam zu einem Sprachenstreit, da die Oberschicht den Italienischunterricht an Schulen wieder einführen wollte. Die Protegés setzten sich für eine Fortführung des seit langem praktizierten Englischunterrichts ein. Letztlich einigte man sich darauf, bilingual zu unterrichten.
Im Ersten Weltkrieg stellte Malta, wie zuvor im Krimkrieg, seine Häfen und Werften den Alliierten als militärische Basen zur Verfügung und diente als Lazarettstation. Von der Insel aus wurden überwiegend Operationen gegen deutsche U-Boote eingeleitet.
Nach dem Ende des Ersten Weltkrieges bekamen die Werften weniger Aufträge, sodass Mitarbeiter entlassen wurden. Die Arbeitslosigkeit stieg rapide; ebenso stiegen die Preise für Lebensmittel. Die Unzufriedenheit der Oberschicht erhielt Unterstützung von der Arbeiterschaft, und es wurden abermals Forderungen nach mehr Selbstbestimmung laut. Im Jahr 1919 wurde mit Zustimmung der Briten eine Nationalversammlung gewählt, die Vorschläge für eine neue Verfassung vorlegen sollte. Auf einer der öffentlichen Zusammenkünfte kam es am 7. Juni zum gewaltsamen Aufeinandertreffen (Sette-Giugno-Aufstand) zwischen Bürgern und Militär, wobei vier Malteser erschossen wurden. Der Gouverneur bemühte sich um eine Schlichtung der Situation und beschleunigte den Verfassungsprozess. Die neue Verfassung, die 1921 in Kraft trat, gewährte Malta eine beschränkte innere Selbstverwaltung. Die Briten behielten weiterhin die Kontrolle über die Ministerien für Verteidigung, Außenpolitik und Einwanderungsangelegenheiten.
In dieser Zeit etablierten sich auf Malta drei Parteien, die zuvor nahezu bedeutungslos gewesen waren:
- Die probritische Gruppe (Verfassungspartei) favorisierte die Verbreitung der britischen Kultur und Sprache, aber auch die Pflege der maltesischen Sprache;
- die proitalienische Gruppe setzte sich für einen Gebrauch sowohl der englischen als auch der italienischen Sprache ein und wollte die italienische Kultur fördern;
- der Partit Laburista forderte die Etablierung der englischen und der maltesischen Sprache sowie die Festlegung einer allgemeinen Schulpflicht und einer Verbesserung der Arbeits- und Sozialbedingungen.

Die Nationalversammlung war handlungsunfähig, da sich die politischen Kräfte als nicht kompromissfähig erwiesen. Beschloss beispielsweise die Nationalist Party Reformen, wurden diese von der katholischen Kirche abgelehnt. Aufgrund dieser Schwierigkeiten annullierten die Briten die Wahlen von 1930 und setzten die Verfassung für zwei Jahre aus. Bei den Wahlen 1932 gewann die proitalienische Fraktion. Als diese jedoch versuchte, ihre Interessen durchzusetzen, kam es erneut zu Unruhen, die zur Folge hatten, dass die Verfassung von 1933 bis 1936 abermals außer Kraft gesetzt wurde und Malta 1934 in den Kolonialstatus der politischen Unmündigkeit zurückkehrte. Die Kolonialherren legten Englisch und Maltesisch als offizielle Amtssprachen fest und schafften das Italienische in dieser Funktion ab.

1942 verlieh der britische König der Kolonie Malta das Georgs-Kreuz für Tapferkeit.

Im Zweiten Weltkrieg diente Malta den Alliierten aufgrund seiner strategisch günstigen Lage abermals als wichtiger Stützpunkt. Die Insel war daher mehr als 2.000 deutschen und italienischen Luftangriffen (siehe Belagerung von Malta (Zweiter Weltkrieg)) ausgesetzt, denen mehr als 1.500 Malteser zum Opfer fielen. Auf die Insel fielen, auf die Fläche bezogen, die meisten im Zweiten Weltkrieg abgeworfenen Bomben, und Winston Churchill nannte Malta den „unversenkbaren Flugzeugträger“. In Anerkennung des Mutes und der Tapferkeit während der Angriffe verlieh König Georg VI. der maltesischen Bevölkerung am 15. April 1942 das Georgs-Kreuz, das seither die maltesische Flagge ziert.
Im Jahr 1947 gestand Großbritannien Malta die Selbstverwaltung zu. Am 5. September 1947 trat die MacMichael Constitution in Kraft, die für Frauen und Männer über 21 Jahren das allgemeine Wahlrecht und das Prinzip „eine Person – eine Stimme“ enthielt, wodurch Mehrfachstimmen abgeschafft wurden. Sechs Wochen später, am 25., 26. und 27. Oktober 1947, fanden die ersten Wahlen statt.

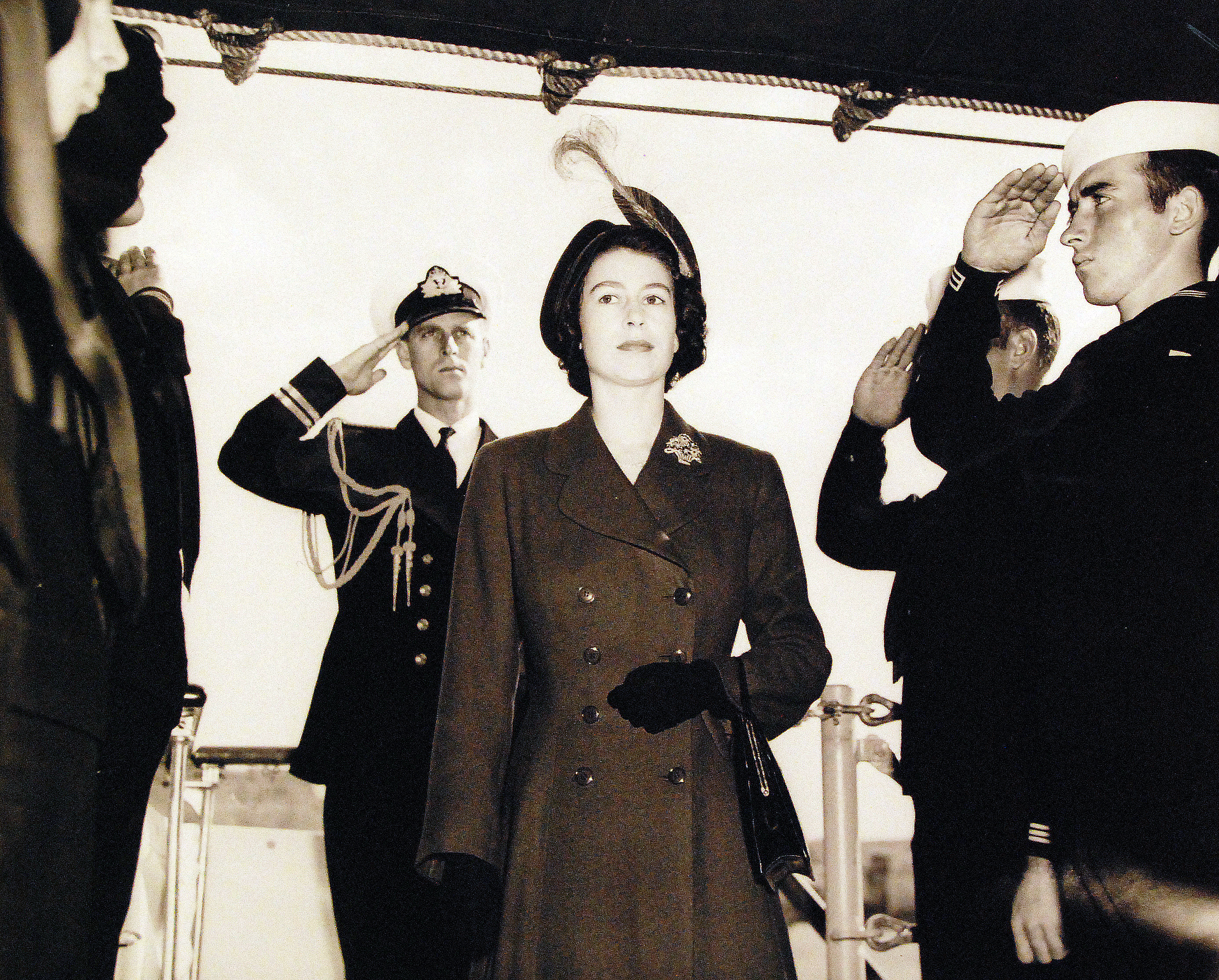
Prinzessin Elizabeth (zukünftige Königin von Malta) und der Herzog von Edinburgh in Malta, 3. Januar 1950

Großbritannien stellte 30 Millionen Pfund Sterling als Aufbauhilfe bereit. Das erste Problem war – wie nach dem Ersten Weltkrieg – die steigende Arbeitslosenzahl, da die Arbeiter nicht mehr in den Munitionsfabriken und Werften benötigt wurden. Als ein Mittel zur Behebung der Krise wurde die Auswanderung, speziell nach Australien, angesehen, die von den politischen Parteien unterstützt wurde. Um mehr Mitbestimmung zu erhalten, plädierten die Parteien für eine Vertretung Maltas im britischen Parlament, die von der Kolonialmacht jedoch abgelehnt wurde. Daraufhin forderte die maltesische Regierung von der britischen Krone die vollständige Unabhängigkeit.
Anfang 1964 fand in London ein Kongress aller maltesischen Parteien statt, auf dem die Möglichkeit einer Unabhängigkeit erörtert wurde. Bereits am 5. Mai waren die Formalitäten geklärt, und die Malteser stimmten in einem Referendum für eine neue, von Ġorġ Borg Olivier vorgeschlagene Verfassung, die eine konstitutionelle Monarchie unter der britischen Krone im Commonwealth of Nations vorsah sowie die katholische Kirche zur Staatskirche erklärte. Am 21. September 1964 wurde Malta nach 164 Jahren britischer Kolonialherrschaft in die Unabhängigkeit entlassen. Dieser Tag wird bis heute als Nationalfeiertag begangen.

### Unabhängigkeit Maltas (seit 1964)

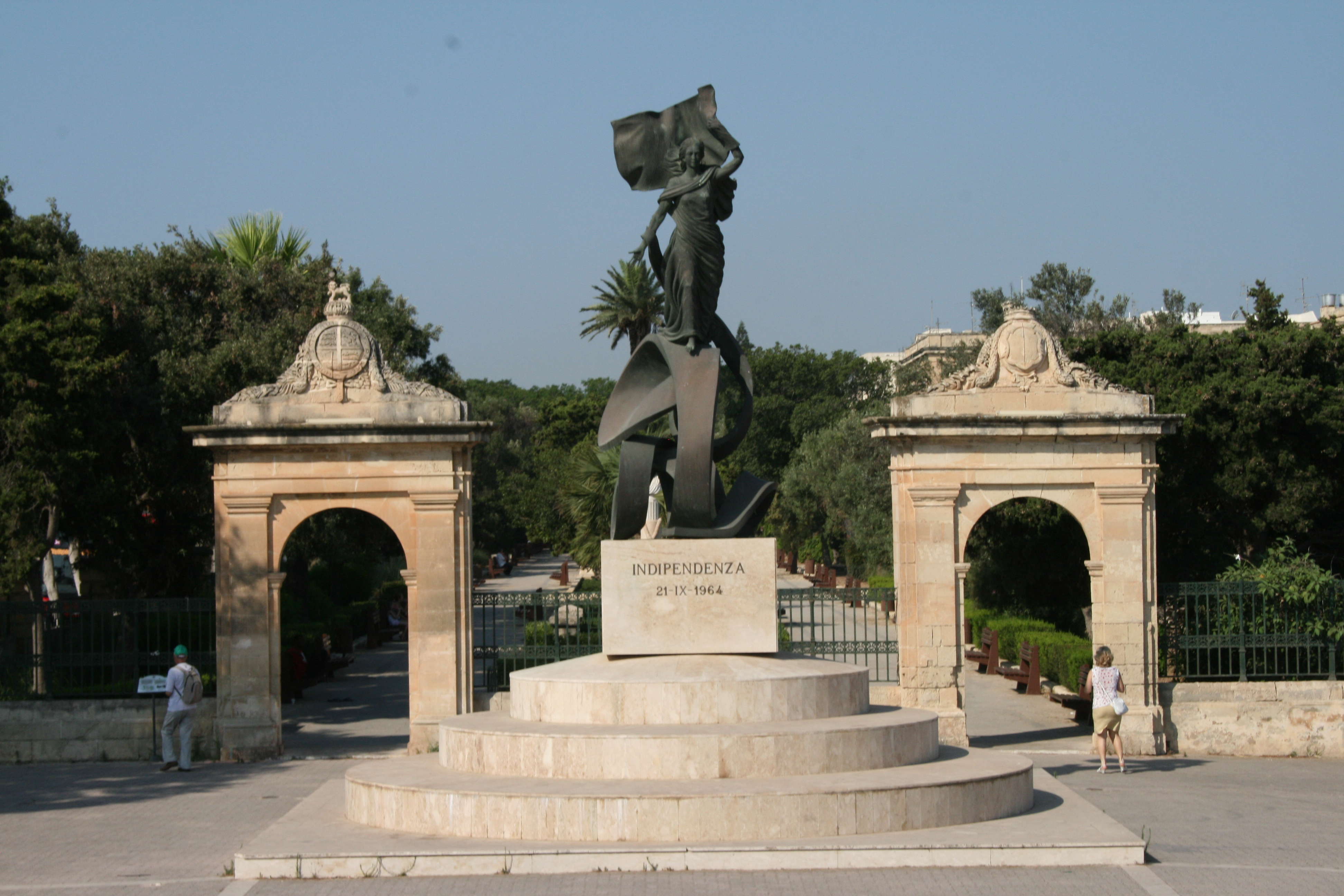
Denkmal an die Unabhängigkeit Maltas in Valletta

Als Mitglied im Commonwealth of Nations hatte Malta die britische Königin Elisabeth II. als Staatsoberhaupt, die durch einen einheimischen Gouverneur vertreten wurde. Aus den ersten Parlamentswahlen ging der bereits seit 1962 als Regierungschef amtierende Ġorġ Borg Olivier der Partit Nazzjonalista als Sieger hervor, der somit zum Premierminister ernannt wurde. Gegen Überlassung von Marinestützpunkten erhielt der junge Staat von Großbritannien umfangreiche Finanzhilfen. Die Royal Navy blieb durch diese Regelung auf den Inseln stationiert, nun jedoch unter dem Oberbefehl der NATO.
Im Lauf der Jahre entwickelte sich auf Malta trotz der Existenz von etwa einem halben Dutzend politischer Parteien nahezu ein Zweiparteiensystem. Die politisch oft gespaltene Bevölkerung votiert regelmäßig zu fast gleichen Teilen für die sozialdemokratische Partit Laburista (PL) und die christlich-konservative Partit Nazzjonalista (PN); Wahlsiege fallen meist knapp aus.
In den 1970er Jahren bestimmte die PL unter dem Premierminister Dom Mintoff die maltesische Politik. Als eine seiner ersten Amtshandlungen handelte Mintoff nach seinem Wahlsieg 1971 zum 26. März 1972 einen neuen Truppenstationierungsvertrag mit Großbritannien aus. Dieser sah neben britischen und NATO-Finanzhilfen auch Mittel der Europäischen Wirtschaftsgemeinschaft (EWG) für Industrialisierungsprojekte vor. Als Gegenleistung gewährte man den britischen NATO-Truppen militärische Präsenz auf Malta bis 1979 und verpflichtete sich zugleich, keinem Mitgliedsstaat des Warschauer Paktes militärisch nutzbare Anlagen zur Verfügung zu stellen.
Am 13. Dezember 1974 wurde eine neue Verfassung eingeführt, und Mintoff rief die parlamentarische Republik Malta aus (dieser Tag wird seither jährlich als Republic Day/Jum ir-Repubblika gefeiert), womit er das Amt des Staatspräsidenten schuf, der die Queen ablöste. Gleichzeitig koppelte er die Maltesische Lira vom britischen Pfund Sterling ab und kündigte das Truppenstationierungsabkommen mit der NATO. Wie vereinbart zogen die letzten britischen Militäreinheiten am 31. März 1979 aus Malta ab (Freedom Day/Jum il-Ħelsien). Mintoff wurde in Westeuropa mitunter für seine sowjetfreundliche Politik gerügt. In seiner Amtszeit unterhielt Malta enge außenpolitische Beziehungen zur damaligen Sowjetunion und anderen Mitgliedern des Warschauer Paktes, zur Volksrepublik China, Nordkorea und im Rahmen der von ihm propagierten „gemeinsamen Mittelmeer-Identität“ auch zu Libyen. Am 11. März 1980 unterzeichnete er ein Verteidigungsabkommen mit Libyen, und am 26. Januar 1981 erlaubte Malta der Sowjetunion die Nutzung seiner Häfen.
Im selben Jahr nahm man bei Għar Lapsi an der Südwestküste in der Nähe der Tempelanlagen von Mnajdra die erste Meerwasserentsalzungsanlage des Landes in Betrieb und verminderte so den chronischen Wassermangel. Bald folgten weitere Anlagen, so an der Nordküste der Insel Gozo am Reqqa Point.
Am 19. Oktober 1982 wurde Malta als bis dahin kleinstes Land (an Einwohnern und Fläche, damals waren es 340.000 Einwohner) für zwei Jahre in den UN-Sicherheitsrat gewählt. Im November 1983 führte Malta den Vorsitz in dem Gremium. In einem am 11. März 1983 ratifizierten Vertrag sicherte Italien Malta Neutralität zu, und am 29. Juni 1983 enteignete die Regierung Mintoff sämtliche Kirchengüter in Malta. Nach dem Rücktritt Dom Mintoffs am 21. Dezember 1984 besserte sich das Verhältnis zu Westeuropa wieder, und 1987 wurden Neutralität und Blockfreiheit der Republik Malta in der Verfassung verankert. Ebenfalls 1987 gewann die Partit Nazzjonalista die Parlamentswahl, nachdem sie für eine Beendigung des Streits mit der Kirche eingetreten war, und im Mai 1990 wurde dieser durch einen Besuch des Papstes Johannes Paul II. beigelegt.

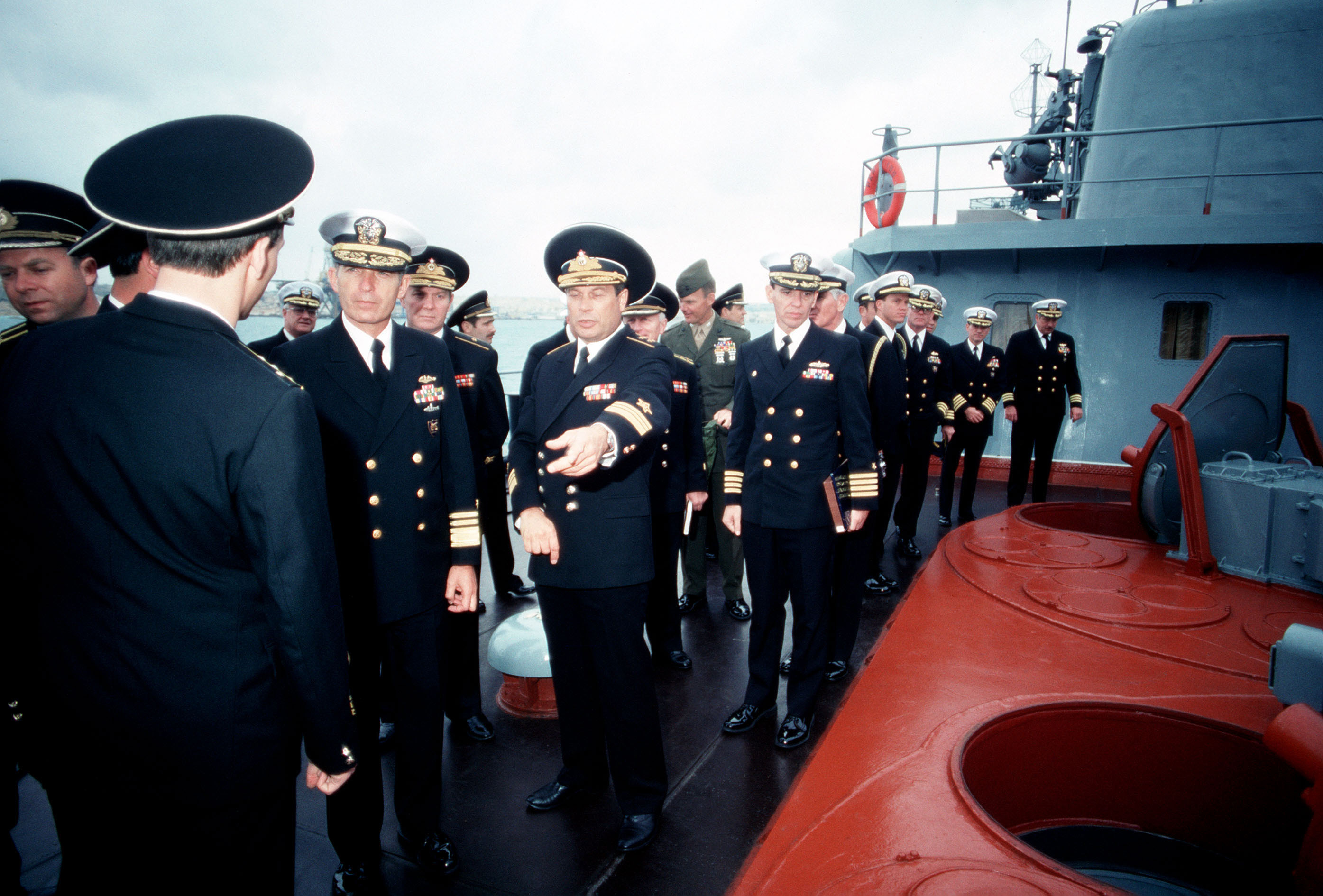
Amerikanische Offiziere besuchen die Slawa im Vorfeld des Gipfeltreffens in Malta 1989.

Vom 2. bis 4. Dezember 1989 fand zur Amtszeit von Präsident Ċensu (Vincent) Tabone ein Treffen zwischen Michail Gorbatschow und George Bush auf Malta statt. Die Gespräche konnten wegen eines Sturmes nicht wie vorgesehen abwechselnd auf den beiden Kriegsschiffen Slawa und USS Belknap abgehalten werden und fanden daher auf dem russischen Kreuzfahrtschiff Maxim Gorki statt. Erstmals endete ein sowjetisch-amerikanisches Treffen mit einer gemeinsamen Pressekonferenz. Gorbatschow bezeichnete das Treffen als den „Anfang vom Ende des Kalten Krieges“.
Im Juli 1990 richtete die Republik Malta unter ihrem Ministerpräsidenten Edward Fenech Adami einen ersten formellen Aufnahmeantrag an die Europäische Gemeinschaft (EG), der 1993 von dieser unter der Voraussetzung einiger wirtschaftlicher Reformen befürwortet wurde. Der nach dem Sieg der Partit Laburista bei der Parlamentswahl vom 25. Oktober 1996 ins Amt gewählte Ministerpräsident, Alfred Sant, zog den Aufnahmeantrag wenige Tage nach seiner Wahl zurück und erklärte den Austritt seines Landes aus dem NATO-Programm „Partnerschaft für den Frieden“. Als Gründe führte er an, die Neutralität und den nationalen Charakter Maltas wahren zu wollen. Wegen parteiinterner Probleme musste Sant die Parlamentswahl von 2001 auf September 1998 vorziehen; die Partit Nazzjonalista gewann 35 von 65 Sitzen. Fenech Adami wurde am 6. September 1998 erneut Ministerpräsident. Er erneuerte daraufhin bereits am 15. September 1998 den Antrag Maltas zur Aufnahme in die EG. Die offiziellen Beitrittsverhandlungen begannen am 15. Februar 2000 – zeitgleich mit jenen Bulgariens, Lettlands, Litauens, Rumäniens und der Slowakei. Malta wurde zum 1. Mai 2004 im Zuge der EU-Erweiterung 2004 in die Europäische Union aufgenommen, nachdem die Bevölkerung dem in einem Referendum mit knapper Mehrheit zugestimmt hatte, und ist seitdem das kleinste EU-Mitglied.
Zugleich trat Malta auch dem Schengener Abkommen bei, am 21. Dezember 2007 fielen die Grenzkontrollen weg. Nachdem Malta bereits seit dem 29. April 2005 Mitglied des Wechselkursmechanismus II war, stand ihm die Möglichkeit der Einführung des Euro als neue Landeswährung offen, was Malta am 27. Februar 2007 beantragte. Am 16. Mai gaben die Europäische Kommission und die Europäische Zentralbank bekannt, dass das Land die gemeinschaftliche Währung der Europäische Wirtschafts- und Währungsunion zum 1. Januar 2008 einführen könne. Diese Entscheidung wurde am 21. Juni auf einem EU-Gipfel in Brüssel offiziell bestätigt. Am 1. Januar 2008 führte Malta den Euro mit eigenen Münzen ein.